# 古巨基
古巨基（英語：Leo Ku Kui-kei，1972年8月18日—），ChillGOOD TV 創辦人之一，香港男歌手、演員、導演、主持、設計師、企業家。
古巨基自1994年踏入樂壇後，曾推出大碟超過35張，估計他至今已奪得近400個男歌手及音樂上的獎項。古巨基為叱吒樂壇流行榜頒獎典禮史上唯一一位曾獲頒叱吒6大獎項（叱咤樂壇生力軍金獎、叱咤樂壇至尊歌曲大獎、叱咤樂壇我最喜愛的歌曲大獎、叱咤樂壇至尊唱片、叱咤樂壇我最喜愛的男歌手、叱咤樂壇男歌手金獎）的歌手。他於2008至2011年度《十大勁歌金曲頒獎典禮》連續四屆奪得「最受歡迎男歌星」獎。此外他於2006年奪得「四台聯頒音樂大獎 ─傳媒大獎」，成為2006年香港四大電子傳媒音樂頒獎典禮大贏家。
在香港以外，古巨基的音樂成就更得到了華語樂壇的地區認同，如奪得《Channel V全球華語音樂榜中榜暨亞洲影響力大典》「最受歡迎男歌手」獎，《CCTV-MTV音樂盛典》「香港最受歡迎男歌手」，音樂先鋒榜頒獎典禮「全國最受歡迎先鋒男歌手」等等，奠定他在華語樂壇上的地位。古巨基也曾獲MTV全球頻道頒發《MTV亞洲大獎：香港最受歡迎歌手獎》，是首位得到該獎項的香港男歌手。古巨基的音樂成就除了得到華語樂壇的地區認同外，還得到其他地區樂壇的認同，如奪得第八屆亞洲音樂節 - 亞洲最佳歌手獎，「亞洲模特兒大獎」（7th Asia Model Festival Awards）-「亞洲明星獎」，他亦是首位獲此獎的香港藝人。其後更成為首位獲邀出席美國《Billboard Music Awards》的香港歌手。
古巨基最著名的華語歌曲是《情深深雨濛濛》的插曲《好想好想》，此曲於全中國播得街知巷聞。其最著名的粵語歌曲則是《愛得太遲》，這首歌於2006年橫掃各大頒獎禮的大獎，使古巨基在2006年香港流行樂壇頒獎典禮中得到不少獎座，《愛得太遲》更在全港的卡拉OK上點播次數達700萬次。
古巨基的演藝事業除建基於香港，他於2000－2003年期間在中國兩套非常受歡迎的電視劇中擔演男主角，分別是《情深深雨濛濛》和《還珠格格三·天上人間》。他在《情》劇中飾演第一男主角「何書桓」，紅遍全中國各地、香港、台灣、新馬等，受全球華人歡迎，收視率在各地創出輝煌成績。此劇令古巨基成為中國中央電視台最受歡迎電視劇男主角。《情深深雨濛濛》是2001年中央電視台全年收視率總冠軍的劇集，也是2001－2004年全中國重播率最高的電視劇﹔它亦是香港無綫電視台2001年五大收視率最高劇集之一。
古巨基於2015年獲頒第十四屆「世界傑出華人獎」同時獲頒授加拿大紐賓士域藍仕橋大學榮譽博士學位。

## 演藝生涯

### 出道初期：1991年－1995年
1990年古巨基參加無綫電視藝員訓練班第四期藝員進修班。古巨基於1991年畢業之後與無綫電視正式簽約，正式投身香港演藝界，在TVB开始龙套生涯，同时也兼任無綫電視娛樂新聞節目《娛樂新聞眼》與音樂節目《勁歌金曲》的節目主持。
1994年，簽約藝能動音，並於同年7月推出了他的第一張專輯《愛的解釋》，正式進軍樂壇。他亦是香港史上首位奪得四台（無綫電視、商業電台、新城電台及香港電台）新人獎金獎的歌手，同年的笑看风云电视剧收视率也让他知名度上涨。

### 走紅時期：1996年－1999年
古巨基早期的歌曲中，最廣為人知的是於1997年推出的《歡樂今宵》及《友共情》，其中歌曲《歡樂今宵》為他於1997年度帶來不少的獎項及1998年香港電影金像獎「最佳原創電影歌曲 」等。古巨基於1997年叱吒樂壇流行榜頒獎典禮中擊敗四大天王之中的三位（張學友、劉德華、郭富城）奪得「叱咤樂壇男歌手銀獎」。
此外古巨基在1997年推出歡樂今宵唱片銷量為5萬張，《歡樂今宵》一歌的成功，被譽為「假音王子」，1998年推出愛與夢飛行唱片銷量為8萬張，同年推出的Be My Valentine唱片銷量亦達5萬張。
古巨基更後在1999年推出的許願單碟在台灣千多間便利店發售，不到半個鐘一萬張碟全部售罄，同年推出的古巨基同名國語大碟﹐兩個星期在台灣銷量達20萬張。古巨基自1994年出道以來到1997年內出了7張唱片﹐這些唱片更在亞洲總銷量超越100萬張。以上佳績亦令古巨基被傳媒稱為歌神接班人。
古巨基於1997至1999年期間曾推出多張粵語及華語歌曲的大牒，收錄了不少具特色的假音技巧演唱作品，也是眾多頒獎禮上常得獎的熱門歌手。他於期間亦進軍了電影界，主演及客串了多套電影，如《求戀期》、《熱血最強》及《天旋地戀》等等。

### 暫別香港樂壇：2000年－2002年
自2000年以後，古巨基專注於中國內地發展，並接拍了兩部內地的大型電視劇，分別為改編自瓊瑤小說的《情深深雨濛濛》及《還珠格格3之天上人間》，並藉此大大增加了自己於大中華地區的知名度。
他於中國中央電視台瓊瑤電視劇《情深深雨濛濛》飾演第一男主角「何書桓」，紅遍全中國各地、香港、台灣、新馬等地方，受全球華人歡迎，收視率在各地創出輝煌成績，此劇更成為2001年中國中央電視台全年收視率總冠軍的劇集，並成為香港無綫電視2001年全年五大收視率最高劇集，而此劇更是2001年至2004年全中國重播率最高的電視劇。古巨基主唱的《情深深雨濛濛》插曲「好想好想」更是在國內播得街知巷聞。

### 強勢回歸及巅峰時期：2003年－2008年
2003年，古巨基與前任經理人黃柏高簽約，加入金牌唱片公司，復出香港樂壇，大熱的歌曲不少，一復出就憑《必殺技》奪得「叱吒樂壇我最喜愛的歌曲大獎」，其後推出了兩張專輯概念大碟《遊戲 - 基》和《大雄》，均大受歡迎。黃柏高於早期也說過：「基仔好，金牌好；金牌好，基仔更好」，顯示了古巨基對樂壇及唱片公司的重要地位。
2004年年底，古巨基憑歌曲《愛與誠》登上歌唱事業的高峰，並在2004年度香港四大電子傳媒音樂頒獎典禮奪得多個大獎，也是出道11年來首次在《叱吒樂壇流行榜頒獎典禮》奪得「叱吒樂壇男歌手金獎」、「叱吒樂壇我最喜愛的男歌手」及連續兩年奪得「叱吒樂壇我最喜愛的歌曲大獎」，奠定其巨星地位。
2005年2月，古巨基推出的「新歌+精選」唱片《勁歌金曲》在短短兩個星期便在香港一片淡市中賣過7萬張，成為近年來香港唱片銷售的一個奇跡；3月在紅館舉行《勁歌金曲》世界巡迴演唱會 - 香港 Part I 的7場個唱，因反應熱烈門票從開始售票的一小時內沽清，比上年「歌神」許冠傑復出演唱會在兩小時沽清成績還要早一小時，刷新香港演唱會的售票記錄，於4月再度加開《勁歌金曲》世界巡迴演唱會 - 香港 Part II 4場，門票亦於開始售票的一小時內沽清，共11場，這種情況也是近年來香港演唱會市場頭一次在首輪演出後再度加場。其後亦於馬來西亞、新加坡、澳洲、加拿大、澳門及中國內地舉行世界巡迴演唱會。
在這次的演唱會中，古巨基特別邀請當時為其作曲的音樂人側田表演，後者在清唱部份大獲好評，亦因此當上歌手。他更於同年也得到了《CCTV-MTV音樂盛典頒獎禮》「香港最受歡迎男歌手」及《SINA Music樂壇民意指數頒獎禮》「我最喜愛男歌手」。
2005年4月9日，古巨基舉行了一個慶祝派對，慶祝其《勁歌金曲演唱會》的順利完成及其新曲加精選專輯《勁歌金曲》獲得雙白金（10萬張）的銷量。《勁歌·金曲》的銷量更於其後衝破13萬張；他隨後亦得到了該年度IFPI頒發的最高銷量歌手獎以及HMV唱片銷量成績- 全年最高銷量男歌手獎，同時成為首位有三張大碟（《古巨基05勁歌·金曲演唱會》、《勁歌·金曲新曲+精選》、《星戰》）打入十大廣東碟銷量榜的歌手。
2005年10月，古巨基榮獲2005年度「香港十大傑出青年」，並成立了「古巨基兒童醫療基金」，以協助有需要之病童。同年，古巨基與其兒子「Kubi」獲香港杜莎夫人蠟像館之邀為他們鑄造蠟像，是史上第一位由名人巨星及其自創之漫畫角色組成的蠟像組合。
2006年，古巨基推出了專輯《Human我生》，受各方好評，銷量達4萬，並憑歌曲《愛得太遲》登上歌唱事業的另一個高峰，於2006年度擊敗勁敵陳奕迅並奪取多個歌曲獎項，包括《新城勁爆歌曲頒獎禮》的「新城勁爆年度歌曲大獎」、《叱吒樂壇流行榜頒獎典禮》的「叱吒樂壇至尊歌曲大獎」及「叱吒樂壇我最喜愛的歌曲大獎」、《十大勁歌金曲頒獎典禮》的「十大勁歌金曲金獎」、《十大中文金曲頒獎音樂會》的「全球華人至尊金曲獎」等獎項，並首奪「四台聯頒音樂大獎 - 傳媒大獎」，成為香港四大電子傳媒音樂頒獎典禮的終極大贏家。他亦於該年度得到了《Yahoo！搜尋人氣大獎》「本地男歌手」獎項。古巨基於2006年度得到四台聯頒音樂大獎歌曲大獎成為繼陳慧琳之後連續奪得最多次歌曲獎的歌手。
2007年，古巨基推出了專輯《Moments》。他在製作這專輯期間到過多處世界各地包括日本、蘇格蘭、倫敦、法國、威尼斯、維也納、北京等親自操刀拍攝照片作為專輯內各首歌曲主題之用，捕捉各地的Magic Moments。他深信這世界是有緣份，所以在這一次旅程，他事先是沒有長期策劃，一切也是隨緣。古巨基並在8月把該批相片展出，舉行了第一個個人攝影展。
他於9月在香港舉行了6場的《The Magic Moments 2007 古巨基世界巡迴演唱會 - 香港》因反應熱烈門券開售首天即沽清，在演唱會中古巨基更創造了兩個香港體育館紀錄，第一個紀錄為本地歌手一場演唱會入座率最高，共13000人入坐，第二個紀錄是首名彩排時間最久的歌手。及後於12月在馬來西亞舉行了1場的《The Magic Moments 2007 古巨基世界巡迴演唱會 - 馬來西亞》。於同年古巨基再次得到《SINA Music樂壇民意指數頒獎禮》「我最喜愛男歌手」，成為此獎項的三連霸（2005年至2007年）。
古巨基在2005年至2007年是香港唯一一個能與歌手陳奕迅一決高下的歌手，兩位歌手在這兩段時間都是各個頒獎典禮的歌曲獎及男歌手獎金、銀歌手獎的常客。
2008年，古巨基推出了《勁歌金曲2情歌王》及《我還是你的情歌王》專輯，均大受歡迎。5月2日，2008年夏季奧林匹克運動會香港區火炬接力中，古巨基擔任第八棒的火炬手。8月，古巨基獲MTV全球頻道頒發《MTV亞洲大獎 - 香港最受歡迎歌手獎》，成為首位得到該獎項的香港男歌手。同年下半年，古巨基推出《Guitar Fever 24k金牒版》，推出的熱烈反應，更數度斷市，其銷量達到白金數字。
在《2008年度十大勁歌金曲頒獎典禮》，古巨基擊敗一眾勁敵，出道14年來首次榮獲「最受歡迎男歌星」，得獎時淚如雨下。他亦再次於該年度獲「雅虎香港Yahoo！搜尋人氣大獎頒獎禮」頒發《本地男歌手》獎項。古巨基亦積極參與主持節目，分別擔任了《奧林匹克運動會－北京奧運》及《係咪小兒科》的主持。

### 平穩時期：2009年－2012年
2009年，古巨基於4月推出《Strings Fever 24K金碟版》。同月，他於香港紅磡體育館舉行了6場《古巨基Eye Fever紅館演唱會09》，反應相當熱烈，門票開賣當天就銷售一空，同時成為香港首位歌手以3D視覺立體感特效舉行演唱會，及後並主持係咪小兒科第二輯。
2009年5月，由於金牌大風出現人事變動，其親密夥伴黃柏高不能再掌管經理人及音樂事務，古巨基便宣佈不續約金牌大風。2009年5月，古巨基簽約英皇娛樂，在這個簽約過程中表明古巨基過往演藝事業的成就。隨後行政總裁吳雨特別送給古巨基特製玉璽，寓意他貴為香港樂壇天王，預示他未來能在英皇的事業登峰造極。

5月30日，古巨基在北京參與簽約儀式，正式加盟英皇娛樂。在6月至7月份期間，古巨基分別於《第六屆勁歌王頒獎典禮》及《第九屆華語音樂傳媒大獎》獲頒發「勁歌王」及「百家傳媒年度最受矚目男歌手」大獎；此乃其歌手生涯裡第三度獲得「勁歌王」獎項。年底，古巨基在新城勁爆頒獎禮2009得到新城勁爆歌曲《地球很危險》，新城勁爆男歌手，新城勁爆亞洲歌手大獎，新城全球勁爆歌手大獎這四個大獎。
2010年1月，古巨基榮獲「青協uChannel網上電台」- 「千禧十年最受年青人歡迎男歌手」。之後古巨基獲頒發《2009年度十大勁歌金曲頒獎典禮》上奪得十大勁歌金曲獎《地球很危險》和2009四台聯頒音樂大獎—歌曲獎《地球很危險》，成為四台聯頒音樂大獎得最多次歌曲獎的歌手（三次）。同時亦獲得「最受歡迎男歌星」獎項，為英皇娛樂奪得史上第一個「最受歡迎男歌星」。
2010年3月，古巨基於《音樂先鋒榜》2009年度頒獎典禮上奪得港臺十大先鋒金曲《地球很危險》，最受歡迎先鋒歌手五強，21家電臺聯頒最佳專輯《You Talkin' To Me?》，21家電臺聯頒港臺最佳先鋒歌手，以四獎成為大贏家。
2010年3月27日，古巨基在上海出席第17屆東方風雲榜並榮獲華語五強獎。
2010年3月28日，古巨基參加全球頻道Channel V主辦的《第14屆全球華語音樂榜中榜暨亞洲影響力大典》並以香港歌手身份奪得「最受歡迎男歌手」獎項。
2010年3月30日，古巨基到上海為「世博會倒計時 30天國際音樂盛典」音樂會擔任表演嘉賓並打頭陣獻唱《情歌王》。
2010年4月18日，古巨基在洛陽舉行的環球紅歌盛典中奪得「媒體推薦年度全能藝人」獎項。
2010年4月20日，古巨基在中央電視台舉辦的青海玉樹地震賑災晚會中，是當晚唯一出席的香港歌手，並捐出20萬元人民幣幫助災民。
2010年4月22日，古巨基與美國護膚品牌Kiehl's合作，設計舊瓶回收箱，並在箱上畫上有綠色翅膀的北極熊，寓意改善地球暖化問題，為拯救北極熊出一分力。
2010年5月1日，古巨基在拉斯維加斯舉行首次個人在海外的演唱會，這亦是拉斯維加斯首個3D演唱會，而舉行地點將是Mandalay Bay，Mandalay Bay是拉斯維加斯數一數二的度假酒店，過往也有不少當紅歌星，如Justin Timberlake、II Divo、Taylor Swift、Britney Spears、Black Eye Peas等，香港方面則有梅艷芳及譚詠麟。
2010年7月9日，古巨基最新大碟《時代》發行。
2010年8月21日，古巨基於佛山舉行的《第七屆勁歌王金曲金榜全球華人樂壇總選音樂盛典》上獲頒發「勁歌王」大獎，此亦是他連續第四年蟬聯奪得，此外他亦蟬聯奪得「傳媒大獎」此乃其歌手生涯裡第三度獲得「傳媒大獎」獎項。及後他憑《地球很危險》奪得「金曲獎」。
2010年9月4日，古巨基錄像節目《觀塘活力展新姿》，現場他演繹經典曲目，而唱片成績大好的他現場更獲歌迷封下一站歌神。奠定其在香港樂壇上舉足輕重的地位。
2010年10月6日，古巨基於上海舉行的《大中華十大傑出衣着頒獎典禮》獲得「傑出衣着人士」獎，繼2003年的《香港十大傑出衣着獎》後第二度獲得傑出衣着獎。
2010年10月31日，古巨基以壓軸嘉賓身份出席上海世博閉幕式晚會。
2010年11月2日，古巨基為廣州亞運會倒計時10天主題歌會作表演嘉賓。
2010年12月8日，由古巨基成立的古巨基兒童慈善基金捐資建設的西聯小學落成，該校名為古巨基兒童慈善基金樂城西聯小學，在落成典禮上，基金會還捐贈了一批價值10萬元的學生文娛活動用品，同時勉勵同學們勤奮學習，努力成為國家有用的人才。西聯小學的師生對基金會捐資助學的善舉表示衷心的感謝，並表示將認真學習，勤奮工作，以優異的成績回報社會，為“古巨基兒童慈善基金樂城西聯小學”爭光添彩。
2010年12月17日，古巨基於第八屆「Yahoo! 搜尋人氣大獎2010」中奪得 「搜尋人氣電視劇主題曲-義海豪情」，「搜尋人氣歌曲-時代」，「本地男歌手大獎」，這三個獎項。這亦是他蟬聯五屆「本地男歌手大獎」。
2011年1月15日，古巨基再次於《2010年度十大勁歌金曲頒獎典禮》上奪得「十大勁歌金曲獎《義海豪情》」和「最受歡迎男歌星」，這是他第三屆蟬聯奪得此獎項。
1月27日，古巨基應海洋公園邀請為新主題館設計了一套5款「海洋保衛隊」卡通公仔，以快將絕種的海洋生物作為藍本，推出一系列的T-Shirt。
2月2日，古巨基於內地中央電視台演出央視的大型綜合性賀歲節目「春節聯歡晚會」，成為「雙料春晚」嘉賓。
4月8日，古巨基全新國語專輯「大時代」正式推出。唱片在亞洲銷量超過30萬張，其後在舉行簽唱會及祝捷會上獲香港唱片商會頒發十白金唱片（300,000張）牌匾。
8月28日，古巨基於《香港傳藝節2011開幕頒獎禮》獲頒「大中華設計獎」，這亦是他首獲設計獎。
10月7－9日古巨基在香港紅磡體育館举行三场Amazing World世界巡迴演唱會2011。在演唱歌曲《爆了》以及《劲歌金曲3-party king》的时候更是边唱边跳足15分钟。
11月18日，古巨基在第八屆《勁歌王金曲金榜頒獎禮》中，憑《爆了》獲得粵語金曲獎，憑「大時代」獲得年度最佳專輯，以及奪得「勁歌王」大獎共三個獎項，而「勁歌王」大獎亦是他連續第五年蟬聯奪得。
11月24日，無綫電視於尖沙咀某酒店舉行「長期服務暨傑出員工榮譽大獎頒獎晚宴」，表揚一班長期服務之員工及藝員，而服務20年的古巨基亦獲得獎項。
12月20日，古巨基於《YAHOO!搜尋人氣大獎2011》中得到搜尋人氣本地男歌手、搜尋十大人氣歌曲-勁歌金曲3 Party King、及網上熱爆歌曲-《爆了》，三個大獎，這亦是他蟬聯七屆「本地男歌手大獎」。
2012年1月8日，古巨基於《2011年度十大勁歌金曲頒獎典禮》中得到了「十大勁歌金曲獎《爆了》」和「最受歡迎男歌星」共2獎。
1月19日，古巨基在韓國首爾舉行的「亞洲模特兒大獎」（7th Asia Model Festival Awards）中獲頒「亞洲明星獎」（Asia Star Award），同獲「亞洲明星獎」的有韓國人氣女星崔智友及女子組合 KARA。此獎項是為亞洲文化宣傳做出貢獻的明星而頒發的特別獎，他亦是首位獲此獎的香港藝人。3月24日，古巨基代表香港出席《香港亞洲流行音樂節》。
5月，古巨基成為首位獲邀出席美國《Billboard Music Awards》的香港歌手，因其在華語樂壇成績超卓，加上熱心參與公益善事，故獲Billboard垂青邀任嘉賓，當晚表演嘉賓包括有美國當紅歌手Usher、Kelly Clarkson、Linkin Park、Nelly Furtado等，獲提名的則有英國天后Adele、美國天后Rihanna、百變天后Lady GaGa等。
12月，古巨基於YAHOO!搜尋人氣大獎2012中獲得「2012年度YAHOO!搜尋人氣大獎」- 人氣歌曲《戀無可戀》、十年人氣大獎、本地男歌手三個大獎，這亦是他連續第八屆獲得「本地男歌手大獎」。
12月24日，古巨基因私人理由，決定缺席香港四大頒獎禮。
12月30日，古巨基在「全港民意流行音樂頒獎禮2012」中獲得最受歡迎至尊唱片獎《告別我的戀人們》、最受歡迎至尊歌曲獎《戀無可戀》、十大最受歡迎歌曲第二位《告別我的戀人們》、十大最受歡迎歌曲第五位《初初》、最受歡迎男歌手金獎，共5個獎成為大贏家。

### 多元發展：2013年至今
2013年，古巨基並無推出任何唱片，但作出了多方面的嘗試。4月古巨基與首飾品牌金至尊合作，負責設計一系列的鑽飾，其新系列的鑽飾名為「寵愛・愛麗斯」。這亦是他首次作珠寶設計。於上半年，古巨基參加了內地公益音樂比賽節目《夢想星搭檔》不但成為第一單元賽冠軍，最後更成功擊敗一眾參賽歌手成為第一季總冠軍。並與搭檔李泉合稱為「泉基組合」。11月13日，古巨基在廣州獲首屆世界廣府人懇親大會頒發十大傑出青年殊榮，這是他繼2005年榮膺香港十大傑出青年之後再獲頒十大傑出青年獎項。年底古巨基仍缺席香港四大頒獎禮。
2014年，古巨基於年頭先推岀與容祖兒合唱的全新國語歌曲——愛情也有生命。於7月15日派出全新廣東歌「致少年時代」，獲各方好評。並參加8月29日的903拉闊音樂會。
2015年，古巨基參加內地湖南卫视歌手比賽 《我是歌手3》並擔當主持人，人氣急升，也是該節目史上，表演最多粤语歌的參賽者。四月電影《衝鋒車》上映，並憑「徐安良」一角於第3屆倫敦國際華語電影節奪得最佳男配角。6月推出國語專輯《我們》。9月古巨基出席「第十四屆世界傑出華人獎」頒獎禮榮獲世界傑出華人獎及法國北歐大學頒授「榮譽商管博士」以表揚其演藝事業的傑出表現。10月開始《古巨基我們世界巡迴演唱會》。
2016年，古巨基成為《星動亞洲》和《音樂大師課》的常駐導師。
2017年，古巨基復出推出專輯「Salute to Dear Leslie」，翻唱前輩歌手張國榮之歌曲。

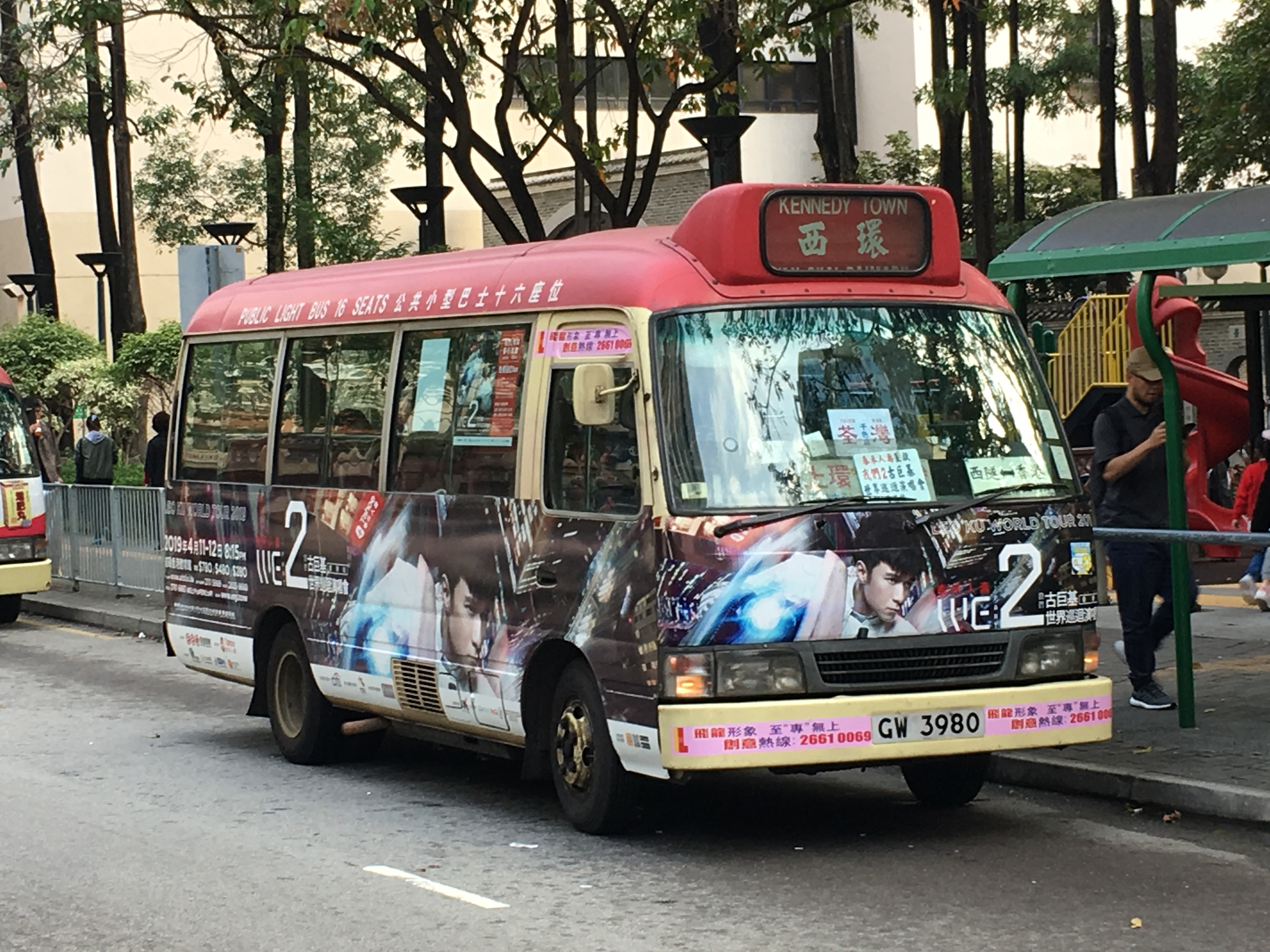
古巨基在2019年1月15日代乘客支付部分時段西環至荃灣紅色小巴車費

2017年末，古巨基宣布將再次回歸香港樂壇，並會推出廣東大碟。同時，他推出新曲《初心》；歌曲推出後大受歡迎，翌年更憑此曲重奪久違的四台冠軍歌位置。同年10月，他碰巧身處於拉斯維加斯槍擊區相隔兩家酒店，他當時候出席完演唱會。
2018年，古巨基重返無綫電視，先後加入《流行經典50年》、《東張西望》及《勁歌金曲》成為嘉賓主持，亦以前輩身份突擊出現藝員訓練班，給後輩一個驚喜及作一些分享。同年，古巨基與黃子華合作，推出新曲《子華說》。
5月10至14日舉行一連五場紅磡體育館演唱會，其中一場在5月11日，剛開場不久，因演唱会「時光機」道具未返回后台，他不慎跌入舞台中央一個高2米的洞裏，突然消失在觀眾眼前，台下一片嘩然，幸好無大礙，15分鐘後重返舞台上，但沒有即時到醫院驗傷，而是在演唱會完結後才到醫院。經醫院檢查後，證實只是肌肉拉傷，稍作休息便可康復。於是次演唱會中，大部分衣服都是自家設計。及後，有時尚專欄指出其靈感來源可能來自Maison Margiela。
12月11日，古巨基推出全新廣東專輯「維多利亞 Victoria One」，主題關於香港故事，並開展其官方YouTube頻道，除了上載其歌曲MV之外，還和森美、周慧敏等藝人拍攝外地旅遊影片、打機及與社會議題有關影片，粉絲及網民反應不俗。頻道截止2020年9月共獲得超過5萬人訂閱，收看次數突破1千7百萬次。
2019年1月14日，古巨基表示把原本用作記者招待會交代演唱會的金錢改為在1月15日代乘客支付當天部分時段西環至荃灣及旺角至大埔紅色小巴車費。
古巨基新曲《亂世情侶》推出後大受歡迎，MV兩星期已獲逾百萬點擊率，古巨基特意找MV女主角胡定欣製作《亂世情侶》合唱版，於2月14日情人節發佈。
2019年4月11至14日，因2018年舉行的古巨基我們世界巡迴演唱會香港站反應熱烈，故加開古巨基我們世界巡迴演唱會香港站Part 2一連4場紅磡體育館演唱會，令該演唱會Part1加Part2合共舉行了9場演唱會，因反應熱烈故連一些舞台側邊視線受阻位置亦因應推出發售。

### 副业
除了任職歌手及演員之外，他自創漫畫角色「Kubi」，是首位本地藝人推出個人漫畫繪本，推出了兩集個人創作的《The Story of KUBI》。
2009年，他成立了自己的設計公司《A Big Company》，擁有自家設計時裝品牌 《SOLO CELEB.》及《HTDG》，並在尖沙咀美麗華商場內以營業一季的限定店形式開設店鋪《A Big Company》，為期3個月（2009年12月25日至2010年4月4日)。曾有兩間分店，分別位於尖沙咀新港中心及中環擺花街，現已成為網店。古巨基作为设计师也与机构合作，如電訊盈科、Motorola、香港鐵路有限公司、香港賽馬會、香港海洋公園等。他除了三度替自己的演唱會設計紀念品外，多次替不同藝人推出由自己設計演唱會紀念品。
2014年4月，他成立了餅店Alice Wild-Luscious，供應一系列糕餅，持股量大約三分之一，好友周慧敏後來也成為合股人。，曾在中環PMQ開店，現已成為網店。

## 榮譽

### 音樂獎項
古巨基出道至今，先後3度憑歌曲《必殺技》（2003年）、《愛與誠》（2004年）、《愛得太遲》（2006年）奪得「我最喜歡的歌曲大獎」，而「男歌手金獎」及「我最喜愛的男歌手」亦先後多次於多個電台音樂頒獎典禮上奪得。亦多次奪得各台的十大金曲獎、男歌手獎及專輯獎等等。
1994年出道的古巨基初出茅廬就即憑歌曲《愛的解釋》、《藍天與白雲》橫掃三台出道新人金獎，於1996年至1997年憑歌曲《第二最愛》、《歡樂今宵》、《友共情》等等，奪得出道以來的第一座叱咤樂壇流行榜頒獎典禮「叱咤樂壇男歌手銀獎」，僅敗給以《只要為我愛一天》紅極1997年的黎明，被捧為四大天王時代之後的「歌神」接班人。1999年至2002年的古巨基雖然北上大陸發展，暫別香港樂壇，也因在「情深深雨濛濛」劇中飾演第一男主角「何書桓」，並主唱該劇集插曲《好想好想》，紅遍全中國各地、香港、台灣、星馬等亞太區地方。2003年至2008年回歸香港樂壇的古巨基憑藉唱片《大雄》及《Human我生》而登上演唱事業的巔峰，歌曲《必殺技》、《悟空》、《愛與誠》、《天才與白痴》、《勁歌金曲》、《夢中人》、《花灑》、《愛得太遲》、《愛回家》、《下次再見》先後唱遍香港大街小巷，並橫掃樂壇多個獎項。2009年至2012年古巨基的成績也非常優異，保持每年推出一至兩首大熱歌曲，包括《以你為榮》（2009年）、《地球很危險》（2009年）、《沒有腳的小鳥》（2009年）、《獨男》（2010年）、《時代》（2010年）、《爆了》（2011年）、《戀無可戀》（2012年）、《告別我的戀人們》（2012年），並保持每年奪得穩定數量的獎項。
2012年之後的古巨基雖然逐漸淡出樂壇，但也會偶爾推出廣東歌，其中2017年推出的《初心》及2019年推出的《亂世情侶》為四台冠軍歌。

#### 音樂獎項紀錄
- 3次獲得「四台聯頒歌曲大獎」（2005-2007）
- 3次獲得「叱咤樂壇流行榜頒獎典禮 - 我最喜愛的歌曲大獎」（2003-2004、2006）
- 4次獲得「新城勁爆頒獎禮 - 新城勁爆播放指數歌曲大獎」（2005-2007、2010）
- 4次獲得「十大勁歌金曲頒獎典禮 - 最受歡迎男歌星」（2008-2011）
- 7次獲得「新城勁爆頒獎禮 - 新城勁爆男歌手」（1997、2004-2007、2009-2010）
- 7次獲得「叱咤樂壇流行榜頒獎典禮 - 叱咤樂壇男歌手」（1997、2004-2008、2010）
- 7次獲得「YAHOO!搜尋人氣大獎 - 本地男歌手」（2005-2006、2008-2012）
- 10次獲得「優秀流行歌手大獎」（1997、2004-2012）
- 10次獲得「十大中文金曲」（1997、2004-2012）
- 11次獲得「十大勁歌金曲獎」（1997-1999、2004-2011）
- 12次獲得「叱咤十大」（1995、1998-1999、2003-2010、2012）
- 2004年在「叱咤頒獎禮」共奪 4 獎（包括叱咤樂壇男歌手金獎、叱咤樂壇我最喜愛的男歌手、叱咤樂壇我最喜愛的歌曲大獎、專業推介叱吒十大第六位），為當年之冠
- 2004年在四大頒獎禮獲得合共 14 獎（獎項總數最多的歌手）
- 2006年在「叱咤頒獎禮」共奪 5 獎（包括叱咤樂壇男歌手銀獎、叱吒樂壇至尊歌曲大獎、叱吒樂壇至尊唱片大獎、叱咤樂壇我最喜愛的歌曲大獎、四台聯頒大碟），為當年之冠
- 2006年在四大頒獎禮獲得合共 20 獎，並「四台聯頒音樂大獎」實現全滿貫，同時獲得「歌曲獎」、「大碟獎」及最高榮譽的「傳媒大獎」（獎項總數最多的歌手）
- 2006年憑歌曲《愛得太遲》奪得四台至尊歌曲大獎（新城勁爆年度歌曲、叱咤樂壇至尊歌曲大獎、十大勁歌金曲金獎、全球華人至尊金曲）

### 其他
古巨基在演藝界的成就為公眾所認同。他於2005年入選「香港十大傑出青年」。再於2013年獲「首屆世界廣府人懇親大會」頒發「十大傑出青年」。
他歷年來也身體力行地支持社會公益事務，並成立《古巨基兒童醫療基金》，該基金之受惠對象為本港及國內有醫療需要的兒童；此外，古巨基還助養小孩，及後於2010年獲香港服務大獎頒獎禮獲頒發慈善之星大獎。並於2012年4月20日，古巨基出席聯合國推動世界和平活動，獲大會頒發「聯合國親善大使」，成為首位獲封「聯合國親善大使」的香港歌手。及同年4月27日，古巨基在北京水立方獲頒「中國慈善排行榜」的「中國十大慈善明星」殊榮，成為唯一獲獎的香港藝人。
他與「Kubi」亦於2005年獲香港杜莎夫人蠟像館之邀為他們鑄造蠟像，是史上第一位由名人巨星及其自創之漫畫角色組成的蠟像組合。古巨基亦是2008年夏季奧林匹克運動會香港區火炬接力第八棒火炬手。

## 个人生活

### 感情
古巨基1994年入行簽約唱片公司時，認識負責宣傳的陳韻晴。陳韻晴曾是周慧敏經紀人，在和周慧敏第一次合作中止後認識古巨基。1995年两人低调交往后，她放弃唱片公司职务而担任古巨基助理。据《还珠格格3》导演李平和黄奕前夫黄毅清称，2003年拍摄该剧期间，古巨基与黄奕恋爱，但当事双方否认。2005年，古巨基因心律不正常入院，陳韻晴以女友身份进驻医院陪伴，恋情公开化。2010年，古巨基拿下香港“十大劲歌金曲奖”最受欢迎歌手时公开感谢女友。2014年7月15日，古巨基於微博宣布与陳韻晴於美國拉斯維加斯註冊結婚。二人於2015年11月11日在香港中環四季酒店補辦婚宴。2020年1月，陳韻晴以52歲高齡生下一子古晋匡（Kuson）。
古巨基於2018年以時光機為主題的演唱會上，曾透露自己的高中初戀對象名叫Shirley，以及第一次約會的經過，如在快餐店的第一次約會和在土瓜灣看電影的情形，亦坦言有收藏昔日的情信和相片

### 小舅债务
2024年1月，古巨基的小舅子陳裕欣捲入欠債風波。家人替他償還300萬港元的債務后，古巨基岳父陳國滙發表聲明，宣布與兒子斷絕父子關係，並澄清陳裕欣的一切行為及金錢糾紛均與他本人、家人及旗下餐廳「蘭苑饎館」無關。古巨基和妻子表示完全理解並尊重该决定。

## 音樂作品

### 唱片
| 發行日期       | 唱片公司   | 專輯名稱                        | 曲目 |
| -------------- | ---------- | ------------------------------- | --- |
| 1994年7月28日  | 藝能動音   | 愛的解釋                        | 曲目 1. 愛的解釋 2. 浪漫烈火 3. 藍天與白雲 4. 知不知 5. 因為一朵花而放棄一個花園 6. 愛到最底 7. 誰都知我想著誰 8. 心裡仍得她一個 9. 有所不知 10. 願愛的得到不是愛 11. 愛的解釋（結婚進行曲） |
| 1995年1月23日  | 藝能動音   | 笑說想                          | 曲目 1. 妳是陽光空氣 2. 笑說想（劇集《笑看風雲》插曲） 3. 晨曦 4. 對你始終癡心一往（劇集《刑事偵緝檔案》插曲） 5. 親親你多好 6. Oh!Baby 7. 感情真相（劇集《刑事偵緝檔案》主題曲） 8. 愛是憑直覺 9. 沒法愛別人 10. Oh!Baby (Piano Version) 11. 笑說想（X'mas Club Mix） |
| 1995年4月      | 藝能動音   | 親親我好嗎                      | 曲目 1. 親親我好嗎 2. Mother's Day Medley 3. 親親我好嗎（媽媽親親我大合唱） |
| 1995年11月18日 | 藝能動音   | 其實我…我…我                    | 曲目 1. 其實我...我...我 2. 順風車 3. 每個日出 4. 想說笑 5. 愛情馬戲班 6. 新鮮感發作（商業一台《醒晨》主題曲） 7. 不是偶然 8. 我的天空是你的天空 9. 我和你的未來 10. 每個日出（遠方想念版） 11. 驕陽 |
| 1996年8月31日  | 藝能動音   | 第二最愛                        | 曲目 1. 第二最愛 2. 有心 3. 其實我...我...我 4. 笑說想（劇集《笑看風雲》插曲） 5. 妳是陽光空氣 6. 愛的解釋 7. 順風車 8. 藍天與白雲 9. 每個日出 10. 感情真相（劇集《刑事偵緝檔案》主題曲） 11. 親親我好嗎 12. 愛是憑直覺 13. 晨曦 14. 想說笑 15. 對你始終癡心一往（劇集《刑事偵緝檔案》插曲） 16. Oh!Baby（Piano Version） |
| 1997年1月31日  | 藝能動音   | 心願                            | 曲目 1. 日出 2. 完美的一天 3. 其實我...我...我 4. Santa Claus 5. 我對門匙說... 6. 阿當．夏娃 7. 失常（Vol. Max） 8. 第二最愛（Acoustic Version） 9. 有心（Autumn Breeze Version） 10. 黃昏 |
| 1997年7月30日  | 新力博德曼 | 歡樂今宵                        | 曲目 1. 友共情 2. Can We Try 3. 歡樂今宵 4. 要是那時... 5. 你是我信心 6. 好人 7. 漩渦 8. 最後一舞 9. 西部之醉 10. 最後勝利（電影《熱血最強》主題曲） |
| 1997年11月17日 | 藝能動音   | 忘了時間的鐘（國）              | 曲目 1. 忘了時間的鐘 2. 小指 3. 換日線 4. 老實說 5. 回憶公路 6. 從前情人好嗎 7. 我不睡 8. 笑說想 9. 1. 2. 3. 4. 5 10. 讓我們在一起 |
| 1998年5月      | 新力博德曼 | 愛與夢飛行                      | 曲目 1. 來年來日 2. 所謂愛情 3. 愛與夢飛行 4. 十秒之後 5. 苦浪漫 6. 顛覆 7. 永遠永遠 8. 小小意思 9. Ba Da Da 10. 冷水 11. 不敢說我愛你 |
| 1998年9月1日   | 藝能動音   | 路邊攤（國）                    | 曲目 1. 路邊攤 2. 中箭 3. 冬天 4. 樂在其中 5. 日記 6. 幸福號列車 7. 放下 8. 感嘆號 9. 鏡子裡的人 10. 只友情不變 |
| 1998年12月1日  | 新力博德曼 | 有你這一天                      | 曲目 1. 原來的你 2. 日落大道 3. So Long 4. 我沒有戀愛 5. 歡樂今宵 6. 友共情 7. 忘了時間的鐘 8. 小指 9. 所謂愛情 10. 最後勝利 11. Can We Try 12. 愛與夢飛行 13. 來年來日 14. 完美的一天 15. 不敢說我愛你 16. 我對門匙說 17. 我愛毛查查 |
| 1998年12月29日 | 千禧年代   | Be My Valentine                 | 曲目 1. Be My Valentine 2. 一知半解 3. 有你一天 4. 「倒影」先生 5. 重拾舊歡 6. 兩個故事 7. 理由 8. 無了的飛 9. 樓下有人 10. 決裂 |
| 1999年3月30日  | 千禧年代   | 古巨基（國）                    | 曲目 1. 木訥 2. 喜歡 3. 不見得 4. 全年無休 5. 第7感 6. 心裡有數 7. 破吉他 8. 嗜好 9. 特效藥 10. 許願 |
| 1999年4月1日   | 千禧年代   | 幸福號列車（國）                | 曲目 1. 忘了時間的鐘 2. 小指 3. 路邊攤 4. 幸福號列車 5. 從前情人好嗎 6. 中箭 7. 老實說 8. 日記 9. 樂在其中 10. 換日線 11. 放下 12. 1. 2. 3. 4. 5 13. 冬天 14. 鏡子裡的人 15. 我不睡 16. 回憶公路 17. 驚漢號（!!!） 18. 笑說想 |
| 1999年10月13日 | 千禧年代   | 天氣會變                        | 曲目 1. 天氣會變（Upoint信用咭廣告主題曲'99） 2. 預感（宣明會饑饉30主題曲'99） 3. 嘩嘩叫 4. Believe 5. 磨利刀 6. 光天化日 7. 天氣會變（恆溫篇） 8. どうもありがとう（Do Mo A Li Ga To） 9. 深呼吸飛行（地鐵 清新空氣 主題曲） 10. Take Me Higher 11. 第7感（七喜汽水廣告主題曲'99） 12. 羅馬假期 |
| 2000年1月27日  | 千禧年代   | 尋寶                            | 曲目 1. 尋寶 2. 相愛吧 3. 白玫瑰 4. 夜空的精靈 5. 我有一個好朋友 6. 不再是朋友 7. Someday 8. Bye Bye Bye 9. 未來很美 10. 告別黑暗 11. 抱雪 |
| 2000年7月1日   | 千禧年代   | 跳飛機                          | 曲目 1. 一光年 2. 跳飛機 3. 1+1（<1+1>） 4. 喜歡...喜歡...喜歡我 5. 至Net小人類（兒童節目 至Net小人類 主題曲） |
| 2001年1月18日  | 千禧年代   | New Pattern                     | 曲目 1. 神蹟 2. Love Don't Hurt 3. 蜜蜂 4. 毫無保留 5. 有少少愛 6. 曇花 7. 下雨看世界 8. Together 9. 心跳時刻 10. 拳傾天下 |
| 2001年5月9日   | 千禧年代   | 基情年代                        | 曲目 1. 忘了時間的鐘 2. 路邊攤 3. 幸福號列車 4. 小指 5. 1. 2. 3. 4. 5 6. 中箭 7. 從前情人好嗎 8. 笑說想 9. 老實說 10. 日記 11. 第二最愛（Acoustic Version） 12. 歡樂今宵 13. 友共情 14. 原來的你 15. 日落大道 16. 每個日出（遠方想念版） 17. 來年來日 18. 所謂愛情 19. 愛與夢飛行 20. 我對門匙說 |
| 2001年5月10日  | 千禧年代   | 戀戀情深                        | 曲目 1. 天使 2. 蜜蜂 3. 其實我們一樣自私 4. 亮晶晶 5. 煙雨濛濛 6. 好想好想 7. 越來越好 8. 我送妳... 9. 隨便 10. 結束我們抱著哭 11. 尋寶 12. 喜歡（結他/電子琴伴奏） 13. 木訥 14. 不見得 15. 嗜好 16. 許願（梁詠琪合唱） 17. 白玫瑰 18. 心裡有數 19. 相愛吧 20. 不再是朋友 |
| 2001年9月7日   | 千禧年代   | All The Best                    | 曲目 1. 幸運鈴聲 2. 殉情記 3. Happy Birthday 2U 4. 與世無爭 5. 獨行俠 6. Be My Valentine 7. 倒影先生 8. 有你一天 9. 深呼吸飛行 10. 天氣會變 11. 預感 12. 羅馬假期 13. 一光年 14. 跳飛機 15. 神蹟 16. Love Don't Hurt 17. 曇花 |
| 2003年11月28日 | 千禧年代   | 古巨基 2003精選19首             | 曲目 1. 歡樂今宵 2. 第二最愛 3. 羅馬假期 4. 友共情 5. 笑說想 6. 愛與夢飛行 7. 我對門匙說 8. 一光年 9. 天氣會變 10. 煙雨濛濛 11. 深呼吸飛行 12. 妳是陽光空氣 13. 預感 14. 跳飛機 15. 倒影先生 16. 來年來日 17. Love Don't Hurt 18. Can We Try 19. Be My Valentine |
| 2003年12月5日  | 金牌娛樂   | 遊戲 基                         | 曲目 1. 必殺技 2. 愛神 3. 悟空 4. 決戰十一 5. 任天堂流淚 6. 美少女夢工場之真三國無雙 7. Forward Your Love 8. 心跳回憶 9. 赤川次郎夜想曲 10. 在這離別的時候（國） 11. 不要說你不知道（國） |
| 2004年7月24日  | 金牌娛樂   | 大雄                            | 曲目 1. 大雄 2. 愛與誠 3. 美雪美雪 4. 傷追人 5. Touch 6. 史上最強漫畫王大亂鬥 7. 小流氓 8. 飄流教室 9. 我是貓（加菲貓電影主題曲） 10. 鐵男 11. 大雄（Happy Ending） |
| 2005年2月4日   | 金牌娛樂   | 勁歌·金曲新曲+金曲精選          | 曲目 1. 勁歌金曲 2. Monica 3. 愛與誠 4. 傷追人 5. 大雄 6. 必殺技 7. 愛神 8. 悟空 9. 任天堂流淚 10. 羅馬假期 11. 歡樂今宵 12. Be My Valentine 13. 友共情 14. 其實我...我...我 15. 第二最愛 16. 笑說想 17. 必殺技（The Kkk X'mas Party Band） 18. 大雄（劇場版） 19. 愛與誠（Featuring周慧敏） |
| 2005年10月20日 | 金牌娛樂   | 星戰                            | 曲目 1. 天才與白痴 2. 一生何求 3. 純真傳說 4. 輪流轉 5. 夢中人 6. 明星（亞洲遊戲展暨數碼娛樂展2005主題曲） 7. 還是覺得你最好 8. 當年情 9. 甜蜜蜜 10. Monica 11. 星戰 |
| 2005年12月2日  | 金牌娛樂   | 最終幻想（國）                  | 曲目 1. 睡美人 2. 天才與白痴（國） 3. 同班同學 4. 大雄（國） 5. 三國無雙 6. 最終幻想 7. 任天堂流淚（國） 8. 愛與誠（國） 9. 夏天的童話 10. 不要說你不知道 11. 春天 |
| 2006年8月25日  | 金牌娛樂   | Human我生                       | 曲目 1. 我生 2. 敢死隊 3. 愛美麗 4. 不如留低我 5. 重複犯錯 6. 黑仔 7. 花灑 8. 愛恨交纏 9. 愛得太遲 10. 約定你 11. 往生 |
| 2007年8月25日  | 金牌娛樂   | Moments                         | 曲目 1. 一刻永恆 2. 錢錢錢錢 3. 愛回家 4. 你生 5. 蠻不講理 6. 自我安慰 7. 我自問 8. 為何 9. 賞心樂事 10. 十蚊雞流浪記 |
| 2008年3月14日  | 金牌娛樂   | 勁歌金曲2情歌王                 | 曲目 1. 勁歌金曲2情歌王 2. 年年有今日（Featuring Beatbox X 金牌一條順） 3. 必殺技 4. 愛得太遲 5. 愛與誠 6. 愛神 7. 錢錢錢錢 8. Monica 9. 重複犯錯 10. 我自問 11. 飄流教室 12. 明星 13. 愛回家 14. 天才與白痴 15. 花灑 16. 大雄 17. 愛變了這世界襯衣 18. 傷追人 19. 夢中人 20. 悟空 21. 任天堂流淚 22. 心跳回憶 23. 一生可求 24. 愛得太遲（周慧敏合唱版） |
| 2008年6月30日  | 金牌娛樂   | 我還是你的情歌王（國）          | 曲目 1. 我還是你的 2. 還是好朋友（梁靜茹合唱） 3. 每一面都美 4. 小甜蜜 5. 護身符 6. 還是一個人 7. 愛得太晚 8. 原來的自己 9. 我們的彩虹 |
| 2008年9月12日  | 金牌娛樂   | Guitar Fever                    | 曲目 1. 下次再見 2. 眼睛不能沒眼淚 3. 花不痛 4. 啦啦 5. 你恨到 6. See You Next Time 7. Eyes With Tears 8. Flowers Don't Hurt 9. La La 10. All Yours |
| 2009年4月21日  | 金牌娛樂   | Strings Fever                   | 曲目 1. 大師作品 2. 以你為榮 3. 男左女右（關淑怡合唱） 4. 亂 5. 另一雙手 6. Masterpiece（Music） 7. All Because Of You（Music） 8. Men And Women（Music） 9. Ran（Music） 10. Try My Hands（Music） |
| 2009年11月3日  | 英皇娛樂   | You Talkin' To Me?              | 曲目 1. 地球很危險 2. 沒有腳的小鳥 3. 周星呢（日清升Cup合味道主題曲） 4. I Have A Dream 5. 人生有幾個十年 6. 因為了解，所以分手？ 7. 萬般帶不走 8. 我讀得書少 9. 空肚食早餐 10. Gone Too Soon |
| 2009年11月5日  | 金牌娛樂   | The Golden Age                  | 曲目 1. 以你為榮 2. 愛得太遲 3. 大師作品（Featuring Trey Lee） 4. 重複犯錯 5. 我還是你的 6. 傷追人 7. 花不痛 8. 歡樂今宵 9. Monica 10. 任天堂流淚 11. 其實我...我...我... 12. 心跳回憶 13. 天才與白痴 14. 還是好朋友（梁靜茹合唱） 15. 必殺技 16. 眼睛不能沒眼淚 17. 年年有今日 18. 愛與誠 19. 我自問 20. 愛回家 21. 羅馬假期 22. 錢錢錢錢 23. 悟空 24. 睡美人（國） 25. 夢中人 26. 笑說想 27. 一生何求 28. 我們的彩虹（桑蘭合唱） 29. 十蚊雞流浪記 30. 第二最愛 31. 男左女右（關淑怡合唱） 32. 花灑 33. 友共情 34. 下次再見 35. 大雄 36. 一刻永恆 37. 愛變了這世界襯衣 38. Be My Valentine 39. 每一面都美 40. 明星 41. 飄流教室 42. 愛神 43. 藍天與白雲 44. 夏天的童話（國） 45. 愛得太遲（周慧敏合唱版） |
| 2010年7月9日   | 英皇娛樂   | 時代                            | 曲目 1. 時代 2. 獨男 3. 鑽石敗犬 4. 北半球選美離奇火警事故 5. Hea 6. 愛風 7. 迷博 8. 公主病了 9. 蝸居 10. 惡搞 |
| 2011年4月11日  | 英皇娛樂   | 大時代（國）                    | 曲目 1. 螞蟻 2. 時代 3. 窮我一生 4. 宅 5. 夠朋友 6. 窩居 7. 八九十 8. 富萬代 9. 犀利歌 10. 選秀 |
| 2011年10月7日  | 英皇娛樂   | Amazing World                   | 曲目 1. 勁歌金曲3 - Party King 2. 爆了 3. Once upon a time 4. 明天 5. 戀後感 |
| 2012年9月7日   | 英皇娛樂   | 告別我的戀人們                  | 曲目 1. 告別我的戀人們 2. 初初 3. 兩小無猜 4. Shirley 5. 戀無可戀 6. 直到銀婚 7. 宇宙大帝 8. 無涯洞 9. 逆時光 10. 幸福方舟 |
| 2012年9月21日  | 金牌娛樂   | The Very Best of Leo Collection | 曲目 1. 愛得太遲 2. 愛與誠 3. 傷追人 4. 必殺技 5. 我自問 6. 年年有今日 7. 錢錢錢錢 8. 明星 9. 感情真相 10. 每個日出 11. 花灑 12. 夢中人 13. 甜蜜蜜 14. 愛與夢飛行 15. 親親我好嗎 16. 友共情 17. 來年來日 18. 藍天與白雲 19. 其實我...我...我... 20. 下次再見 21. Monica 22. 任天堂流淚 23. 歡樂今宵 24. 悟空 25. 重複犯錯 26. 愛回家 27. 大雄 28. 笑說想 29. 大師作品 30. 十蚊雞流浪記 31. 眼睛不能沒眼淚 32. 愛變了這世界襯衣 33. 妳是陽光空氣 34. 最後勝利 35. 愛情馬戲班 36. 愛的解釋 37. 一生何求 38. 順風車 39. 我還是你的 40. 完美的一天 41. 原來的你 42. 對你始終痴心一往 43. 有心 44. 日落大道 45. Can We Try 46. 第二最愛 47. 愛神 48. 以你為榮 49. 天才與白痴 50. 花不痛 51. 一刻永恆 52. 愛得太遲（合唱版） 53. Santa Claus 54. 好人 55. 阿當. 夏娃 56. 所謂愛情 57. 晨曦 58. So Long 59. 我對門匙說 60. 愛是憑直覺 |
| 2015年6月30日  | 英皇娛樂   | 我們（國）                      | 曲目 1. 找到你是我最偉大的成功 2. 怪物 3. 承擔 4. 何必打擾 5. 無畏 6. 謎底 7. 功課 8. 以後就這樣了 9. 像朋友一樣 10. 愛情也有生命（容祖兒合唱） |
| 2016年5月17日  | 金牌娛樂   | Best Hits (SACD)                | 曲目 1. 愛與誠 2. 愛得太遲 3. 傷追人 4. 天才與白痴 5. 任天堂流淚 6. 必殺技 7. 大雄 8. 眼睛不能沒眼淚 9. 我還是你的 10. 愛變了這世界襯衣 11. 以你為榮 12. 重複犯錯 13. 我自問 14. 愛回家 15. 大師作品 16. 一生何求 17. 下次再見 18. 一刻永恒 |
| 2016年5月19日  | 英皇娛樂   | 讓時間說愛（國）                | 曲目 1. 讓時間說愛 2. 不聚不散 3. 公告天下我愛你 4. 有實無名 |
| 2017年3月17日  | 英皇娛樂   | Salute to Dear Leslie           | 曲目 1. Dear Leslie 2. 由零開始 3. 儂本多情 4. 有心人 5. 小明星 6. 當年情（古天樂合唱） 7. 當愛已成往事 8. 玻璃之情 9. 最愛 10. 風繼續吹 11. 共同渡過（張國榮歌迷合唱） |
| 2018年12月11日 | 英皇娛樂   | 維多利亞 Victoria One           | 曲目 1. 初心 2. 子華說 (featuring 黃子華) 3. 太空艙 4. 亂世情侶 5. 香港勁揪 |
| 2023年8月4日   | 英皇娛樂   | Ireallylovetosing               | 曲目 1. 飄流教室（呂爵安合唱） 2. 自我安慰（MC張天賦合唱） 3. 樓下有人（葉巧琳合唱） 4. Can We Try（力臻合唱） 5. 一刻永恆（黃明德合唱） 6. 2nd Favourite 第二最愛（Tyson Yoshi合唱） 7. 有少少愛（Delta T合唱） 8. 順風車（雲浩影合唱） 9. 心跳回憶（應智越合唱） 10. 星戰（吳保錡 / 張蔓莎 / Lolly Talk / 洪助昇 / 黎展峯 / 張進翹 / 顧定軒 / STRAYZ / 何佩 / 劉君冬 / 黃劍文 / 張天穎 / 谷旻 / 黎啟峰 / 陳天翺 / Michael C / Lowa / Triple G / RUMBU合唱） |

### 雜錦碟
- 2004年：《只能談情不能說愛》
- 2005年：《LOVE 05 情歌集》（2CD）
- 2006年：《LOVE 06 情歌集》（2CD）
- 2007年：《Love07情歌集 樂壇獎門人》、《金牌醇音樂》、《LOVE 07 情歌集 壓軸篇》
- 2008年：《LOVE 08 情歌集》、《金牌主題曲》、《LOVE 國語情歌集》
- 2010年：《LOVE 10 情歌集》
- 2011年：《2010 英皇MEGA HITS》、《那些年，我們一起聽過的歌》
- 2012年：《Y100: 黃偉文大選（EVIL版）》
- 2013年：《幸福在一起》、《戀愛部落》、《愛·回憶108精選》

### 電視劇歌曲
- 1994年：笑說想（無綫電視劇《笑看風雲》插曲）
- 1995年：感情真相（無綫電視劇《刑事偵緝檔案》主題曲）
- 1995年：對你始終痴心一往（無綫電視劇《刑事偵緝檔案》插曲）
- 2000年：拳傾天下（無綫電視劇《京城教一》主題曲）
- 2001年：好想好想（瓊瑤電視劇《情深深雨濛濛》片尾曲）
- 2001年：煙雨濛濛（瓊瑤電視劇《情深深雨濛濛》插曲）
- 2003年：天上人間（瓊瑤電視劇《還珠格格三之天上人間》主題曲）
- 2003年：問燕兒（瓊瑤電視劇《還珠格格三之天上人間》插曲）
- 2003年：在這離別時候（瓊瑤電視劇《還珠格格三之天上人間》插曲）
- 2004年：殉情記（無綫電視劇《大唐雙龍傳》插曲）
- 2007年：平凡（無綫電視劇《緣來自有機》主題曲）
- 2007年：春天（中國中央電視台電視劇《一生為奴》片尾曲）
- 2009年：中間人（與側田合唱）（內地電視劇《鹿鼎記》香港主題曲）
- 2009年：始終會行運（內地電視劇《鹿鼎記》香港片尾曲）
- 2010年：義海豪情（無綫電視劇《巾幗梟雄之義海豪情》主題曲）
- 2011年：螞蟻（內地電視劇《青春旋律》主題曲）
- 2012年：公告天下我愛你（內地電視劇《歡樂元帥》主題曲）
- 2012年：有實無名（內地電視劇《歡樂元帥》片尾曲）
- 2012年：追夢者（無綫電視劇《造王者》主題曲）
- 2015年：找到你是我最偉大的成功（三立華人電視劇《好想談戀愛》片頭曲）
- 2015年：承擔（三立華人電視劇《好想談戀愛》插曲）
- 2015年：何必打擾（三立華人電視劇《好想談戀愛》插曲）
- 2017年：無心愛（內地電視劇《無心法師II》香港主題曲）
- 2018年：Old Boy（內地電視劇《老男孩》插曲）
- 2018年：不老男孩（內地電視劇《老男孩》插曲）
- 2019年：心中的巨人（網劇《機動部隊》主題曲）（粵、國語版）
- 2024年：就算天空塌下來 （無綫電視劇《巾幗梟雄之懸崖》主題曲）

### 電影歌曲
- 1997年：歡樂今宵（電影《求戀期》主題曲）
- 1997年：最後勝利（電影《熱血最強》主題曲）
- 1999年：Be my Valentine (電影《天旋地戀》主題曲）
- 2004年：我是貓（電影《加菲貓》主題曲）
- 2014年：愛情也有生命 (國)(與容祖兒合唱)（電影《北京愛情故事》主題曲）
- 2015年：像朋友一樣（電影《爸爸去哪兒2》插曲）
- 2015年：不聚不散（電影《消失的兇手》主題曲）
- 2016年：沒什麼不可以（電影《那件瘋狂的小事叫愛情》主題曲）
- 2020年：有一種愛（電影《緊急救援》片尾曲）

### 兒童歌曲
- 1995年：親親我好嗎
- 1997年：我愛毛查查（無綫動畫《外星毛查查》主題曲）
- 2000年：至NET小人類（無綫兒童節目《至NET小人類》主題曲）
- 2000年：來吧小精靈（無綫動畫《寵物小精靈》第54-78集粵語主題曲）
- 2004年：我是貓（電影《加菲貓》主題曲）
- 2006年：我們的超人（無綫特攝《超人力斯》主題曲）

### 其他歌曲
- 2023年：修歌（為第41屆香港電影金像獎終身成就獎得主胡楓演唱之引言主題曲）
- 2024年：古巨基 x 告五人《成長的錯》
- 2025年：古巨基 x 程人富《任K房流淚》[33]

## 演唱會

#### 個人演唱會
古巨基亦舉辦過演唱會達68場，音樂會達30場，地點遍布世界各地。古巨基各演唱會如下：
| 香港個人售票演唱會列表 | 香港個人售票演唱會列表                                  | 香港個人售票演唱會列表 | 香港個人售票演唱會列表     | 香港個人售票演唱會列表 | 香港個人售票演唱會列表                      | 香港個人售票演唱會列表 |
| ---------------------- | ------------------------------------------------------- | ---------------------- | -------------------------- | ---------------------- | ------------------------------------------- | ---------------------- |
| 日期                   | 演唱會名稱                                              | 場數                   | 場地                       | 主題曲                 | 備註                                        |                        |
| 2005年3月7日-13日      | 古巨基勁歌·金曲世界巡迴演唱會 - 香港站 Part I           | 7                      | 紅磡香港體育館             | 勁歌金曲               | 首個個人大型售票演唱會/ 設有日場            |                        |
| 2005年4月6日-9日       | 古巨基勁歌·金曲世界巡迴演唱會 - 香港站 Part II          | 4                      | 紅磡香港體育館             | 勁歌金曲               |                                             |                        |
| 2007年9月7日-12日      | 古巨基 The Magic Moments 世界巡迴演唱會 - 香港站        | 6                      | 紅磡香港體育館             | -                      |                                             |                        |
| 2009年4月23日-28日     | 古巨基 Eye Fever 世界巡迴演唱會 - 香港站                | 6                      | 紅磡香港體育館             | -                      | 4月25日為 古巨基理工大學Eye Fever籌款演唱會 |                        |
| 2011年10月7日-9日      | 古巨基 Amazing World 世界巡迴演唱會 - 香港站            | 3                      | 紅磡香港體育館             | 爆了                   |                                             |                        |
| 2018年5月10日-14日     | 古巨基我們世界巡迴演唱會 - 香港站特別版                 | 5                      | 紅磡香港體育館             | -                      |                                             |                        |
| 2019年4月11日-14日     | 古巨基我們世界巡迴演唱會 - 香港站特別版 Part 2          | 4                      | 紅磡香港體育館             | -                      |                                             |                        |
| 2023年8月8日           | 古巨基 I REALLY LOVE TO SING AROUND THE WORLD LIVE 2023 | 1                      | 香港會議展覽中心 Hall 5 BC | -                      |                                             |                        |

#### 其他現場演出
1994年：
- 8月：叱吒新大陸帥會審古巨基音樂會

1997年：
- 9月：叱吒萬人幫勝利誓師音樂會

1998年：
- 6月：愛心傳萬里慈善演唱會

1999年：
- 8月：Extra 醒字派演唱會
- 9月：叱吒 Bo Po Mo Fo 新發現音樂會

2000年：
- 3月：U-point 多一點古巨基演唱會

2001年：
- 8月：鄭秀文903拉闊音樂會2001
- 12月：情深深雨濛濛中國巡迴演唱會

2002年：
- 3月：「關心孩子 關注未來」慈善演唱會
- 5月：「同一首歌」中國巡迴演唱會

2003年：
- 9月：新奇士加州紅音樂會、「同一首歌」蘇州演唱會

2004年：
- 5月：叱咤古巨基拉闊音樂會

2005年：
- 3月：勁歌金曲世界巡迴演唱會 - 香港 Part I
- 4月：勁歌金曲世界巡迴演唱會 - 香港 Part II
- 8月：勁歌金曲世界巡迴演唱會 - 澳洲
- 9月：勁歌金曲世界巡迴演唱會 - 馬來西亞
- 10月：勁歌金曲世界巡迴演唱會 - 加拿大、MOTO903 新樂潮拜音樂會、2005南方炫風演唱會
- 11月：勁歌金曲世界巡迴演唱會 - 中國、新城古巨基友唱友和音樂會
- 12月：勁歌金曲世界巡迴演唱會 - 澳門、Neway 1218向古巨狂呼音樂會、同一首歌中國巡迴演唱會- 溫州

2006年：
- 2月：古舞飛揚大馬新年演唱會
- 9月：加州紅903黃金組合音樂會—Juicy Lemon
- 11月：澳門漁人碼頭拉近偶像系列演唱會
- 12月：新城唱好古巨基夢想共和音樂會、Roadshow Live 古巨基音樂會

2007年：
- 3月：芝華士「醇」音樂會
- 5月：「同一首歌」廣州演唱會
- 9月：The Magic Moments 2007 古巨基世界巡迴演唱會- 香港 、百威真音樂古巨基中國巡迴演唱會
- 10月：百威真音樂古巨基中國巡迴演唱會
- 11月：雪佛蘭「音越未來」群星演唱會
- 12月：又一個叱吒十年音樂會、The Magic Moments 2007 古巨基世界巡迴演唱會-大馬聖誕魔幻演唱會、同一首歌中國巡迴演唱會- 廣州

2008年：
- 3月：Nokia我系音樂會
- 5月：The Magic Moments 2007 古巨基世界巡迴演唱會- 多倫多
- 7月：Moov Live古巨基音樂會、古巨基「我還是你的情歌王」自由廣場演唱會
- 11月：08年拉闊第3場演唱會（古巨基x王菀之x吳雨霏x張繼聰）
- 12月：古巨基云頂新年前夕演唱會

2009年：
- 3月：澳門威尼斯人金牌大風演唱會2009
- 4月：古巨基EYE FEVER紅館演唱會09
- 7月：2009古巨基EYE FEVER廣州演唱會
- 8月：澳門威尼斯人®2周年演唱會（古巨基x羅志祥x陳奕迅x孫楠x容祖兒）
- 10月：央視「宜春月，中華情」中秋文藝晚會

2010年：
- 1月：中央電視台走進佳木斯《中華情---瑞雪飛揚佳木斯》大型文藝晚會
- 2月：英皇盛世十週年演唱會-澳門
- 3月：TVB娛樂綜藝節目《荃加福祿壽》特邀嘉賓
- 4月：擁抱世博－－外灘國際音樂盛典 中央電視台《情系玉樹，大愛無疆－－抗震救災大型募捐活動特別節目》晚會
- 5月：古巨基EYE FEVER世界巡迴演唱會-拉斯維加斯
- 8月：2010廣州亞運倒計時100天文藝演出、2010廣州殘疾人亞運倒計時100天文藝演出
- 9月：古巨基EYE FEVER世界巡迴演唱會-多倫多
- 10月：27日《亞運閉幕式》演唱

2011年：
- 1月：中央電視台央視網絡春晚
- 2月：中央電視台春節聯歡晚會
- 10月：古巨基Amazing World世界巡迴演唱會2011 - 香港站

2012年：
- 2月：古巨基Amazing World世界巡迴演唱會2012 - 澳門站
- 10月：你知道唔知道 古巨基告別我的戀人們 音樂會 - 聖公會林裘謀中學
- 11月：古巨基Amazing World世界巡迴演唱會2012 - 大馬站
- 12月：你知道唔知道 古巨基告別我的戀人們 音樂會2 - 香港演藝學院
- 12月：中央電視台除夕倒數晚會

2013年：
- 4月：古巨基Amazing World世界巡迴演唱會2013 - 美國站
- 6月：古巨基Amazing World世界巡迴演唱會2013 - 南寧站
- 7月：雷頌德THANK YOU演唱會
- 8月：超級巨星演唱會
- 9月：古巨基Amazing World世界巡迴演唱會2013 - 廣州站、「成龍跨界‧巨星峰會」杭州演唱會
- 10月：古巨基Amazing World世界巡迴演唱會2013 - 加拿大站（共兩場）

2014年：
- 2月：古巨基 BE MY VALENTINE LIVE 演唱會 - 美國
- 8月：14年拉闊第2場演唱會（古巨基X方皓玟X林欣彤X連詩雅）
- 11月：古巨基 致.愛情時代 中山演唱會2014 - 中山體育館

2015年：
- 7月：古巨基「我們」音樂會 - 台灣西門紅樓展演館
- 7月：2015 MAN POWER 先生力量演唱會 北京萬事達中心
- 10月：古巨基「我們」世界巡迴演唱會 - 深圳站 - 華潤深圳灣體育中心
- 12月：古巨基「我們」世界巡迴演唱會 - 上海站 - 上海大舞台

2016年：
- 4月：古巨基「我們」世界巡迴演唱會 - 中山站 - 興中體育場
- 4月：古巨基「我們」世界巡迴演唱會 - 大馬站 - 雲頂雲星劇場
- 12月：古巨基「我們」世界巡迴演唱會 - 美國站（康州）- 康州金神體育館

2017年：
- 3月：古巨基 Salute to Dear Leslie 音樂會 - 香港浸會大學大學會堂
- 3月：星匯銀河─古巨基音樂會 - 澳門百老匯舞台
- 7月：古巨基「我們」世界巡迴演唱會 Part 2 - 深圳站 - 華潤深圳灣體育中心
- 9月：古巨基「我們」世界巡迴演唱會 Part 2 - 美國站（三藩市）- Thunder Valley Casino Resort
- 10月：古巨基「我們」世界巡迴演唱會 Part 2 - 廣州站 - 廣州體育館
- 11月：古巨基「我們」世界巡迴演唱會 Part 2 - 新加坡站 - 聖淘沙名勝世界會議中心

2018年：
- 5月：古巨基「我們」世界巡迴演唱會 - 香港站特別版
- 5月：古巨基「我們」世界巡迴演唱會 Part 2 - 湛江站 - 湛江奧體中心體育場
- 6月：星匯銀河─古巨基音樂會 - 澳門百老匯舞台
- 11月：古巨基加拿大演唱會 - 尼加拉瀑布賭場 (共兩場)
- 12月：古巨基音樂會 - 永利澳門宴會廳
- 12月：網上行夢想系MOOV LIVE 古巨基X方皓玟 - 香港會議展覽中心Hall 5BC

2019年：
- 4月：古巨基「我們」世界巡迴演唱會 - 香港站特別版 Part 2
- 7月：星匯銀河─古巨基音樂會 - 澳門百老匯舞台
- 11月：古巨基「我們」世界巡迴演唱會 Part 2 - 澳門站 - 金光綜藝館
- 11月：古巨基「我們」世界巡迴演唱會 Part 2 - 美國站 (拉斯維加斯) - Zappos Theater at Planet Hollywood Resort & Casino

2023年：
- 8月26日：古巨基I REALLY LOVE TO SING AROUND THE WORLD LIVE 2023 - 佛山站 - 佛山國際體育文化演藝中心
- 9月23日：古巨基I REALLY LOVE TO SING AROUND THE WORLD LIVE 2023 - 東莞站 - 東莞銀行籃球中心
- 12月10日：古巨基I REALLY LOVE TO SING AROUND THE WORLD LIVE 2023 - 廣州站 - 廣州大學城體育中心

2024年：
- 1月19日：古巨基I REALLY LOVE TO SING AROUND THE WORLD LIVE 2024 - 新加坡站 - 金沙會議展覽中心大宴會廳
- 1月26-27日：古巨基I REALLY LOVE TO SING AROUND THE WORLD LIVE 2024 - 馬來西亞站 - 雲頂世界雲星劇場
- 3月2日：古巨基澳門音樂會2024 - 新濠天地君悅酒店大宴會廳
- 3月16日：古巨基I REALLY LOVE TO SING AROUND THE WORLD LIVE 2024 - 上海站 - 梅賽德斯-奔馳文化中心
- 3月23日：古巨基I REALLY LOVE TO SING AROUND THE WORLD LIVE 2024 - 大西洋城站 - Tropicana Showroom
- 3月30日：古巨基I REALLY LOVE TO SING AROUND THE WORLD LIVE 2024 - 雷諾站 - Reno Event Center
- 7月27日：古巨基I REALLY LOVE TO SING AROUND THE WORLD LIVE 2024 - 重慶站 - 華熙LIVE·魚洞

2024年：
- 3月23日：寶馬香港打吡大賽 - 沙田馬場

2025年：
- 9月7日：友邦香港國際熱氣球節 - 中環海濱活動空間

## 派台歌曲成績
| 派台歌曲成績（四台）               | 派台歌曲成績（四台）   | 派台歌曲成績（四台） | 派台歌曲成績（四台） | 派台歌曲成績（四台） | 派台歌曲成績（四台） | 派台歌曲成績（四台）                                                                                 | 派台歌曲成績（四台） |      |
| ---------------------------------- | ---------------------- | -------------------- | -------------------- | -------------------- | -------------------- | --- | --- | ---- |
| 唱片                               | 歌曲                   | 903                  | RTHK                 | 997                  | TVB                  | 備註                                                                                                 | 備註 |      |
| 1994年                             |                        |                      |                      |                      |                      | | |      |
| 愛的解釋                           | 愛的解釋               | 4                    | 6                    | 1                    | 3                    | 首支冠軍歌 OT：南方之星 ~ IF I EVER HEAR YOU KNOCKING ON MY DOOR                                     | 首支冠軍歌 OT：南方之星 ~ IF I EVER HEAR YOU KNOCKING ON MY DOOR |      |
| 愛的解釋                           | 藍天與白雲             | 4                    | 8                    | /                    | 4                    | OT：桑田佳祐 ~ 悲しい気持ち (JUST A MAN IN LOVE)                                                     | OT：桑田佳祐 ~ 悲しい気持ち (JUST A MAN IN LOVE) |      |
| 愛的解釋                           | 有所不知               | 18                   | -                    | /                    | /                    | | |      |
| 笑說想                             | 笑說想                 | 1                    | 5                    | /                    | /                    | | |      |
| 笑說想                             | 妳是陽光空氣           | 4                    | /                    | /                    | 5                    | | |      |
| 1995年                             |                        |                      |                      |                      |                      | | |      |
| 笑說想                             | 晨曦                   | 2                    | 3                    | /                    | /                    | | |      |
| 笑說想                             | 愛是憑直覺             | 8                    | -                    | /                    | /                    | | |      |
| 親親我好嗎                         | 親親我好嗎             | 6                    | /                    | /                    | /                    | | |      |
| 其實我…我…我                       | 想說笑                 | 7                    | -                    | /                    | /                    | | |      |
| 其實我...我...我                   | 每個日出               | 10                   | 19                   | /                    | /                    | | |      |
| 其實我...我...我                   | 其實我...我...我       | 1                    | /                    | /                    | /                    | | |      |
| 其實我...我...我                   | 順風車                 | /                    | 15                   | /                    | /                    | | |      |
| 1996年                             |                        |                      |                      |                      |                      | | |      |
| 新藝寶 25週年 + 正東 15週年經典101 | 難道你都記不起         | /                    | -                    | -                    | -                    | 與陳慧琳合唱 商業電台廣播劇《智取九蓮山》主題曲                                                      | 與陳慧琳合唱 商業電台廣播劇《智取九蓮山》主題曲 |      |
| 第二最愛                           | 第二最愛               | 1                    | 1                    | 1                    | 1                    | 首支四台冠軍歌                                                                                       | 首支四台冠軍歌 |      |
| 第二最愛                           | 有心                   | /                    | 4                    | /                    | /                    | | |      |
| 心願                               | Santa Claus            | /                    | /                    | /                    | /                    | | |      |
| 1997年                             |                        |                      |                      |                      |                      | | |      |
| 心願                               | 完美的一天             | 1                    | 3                    | 1                    | 1                    | 三台冠軍歌                                                                                           | 三台冠軍歌 |      |
| 心願                               | 我對門匙說             | 1                    | 4                    | 4                    | 5                    | | |      |
| 歡樂今宵                           | 好人                   | 8                    | 7                    | 2                    | 5                    | | |      |
| 歡樂今宵                           | 歡樂今宵               | 1                    | 1                    | 1                    | 1                    | 四台冠軍歌 電影《求戀期》主題曲                                                                      | 四台冠軍歌 電影《求戀期》主題曲 |      |
| 歡樂今宵                           | 友共情                 | 2                    | 3                    | 1                    | 2                    | | |      |
| 歡樂今宵                           | 最後勝利               | 2                    | -                    | -                    | -                    | 電影"熱血最強"主題曲                                                                                 | 電影"熱血最強"主題曲 |      |
| 歡樂今宵                           | Can We Try             | 3                    | 19                   | 10                   | -                    | | |      |
| 忘了時間的鐘                       | 忘了時間的鐘           | 1                    | 4                    | 2                    | 5                    | | |      |
| 忘了時間的鐘                       | 小指                   | 5                    | 6                    | -                    | 6                    | | |      |
| 1998年                             |                        |                      |                      |                      |                      | | |      |
| 忘了時間的鐘                       | 讓我們在一起           | 13                   | 15                   | -                    | -                    | | |      |
| 愛與夢飛行                         | 所謂愛情               | 2                    | 8                    | 1                    | 6                    | | |      |
| 愛與夢飛行                         | 不敢說我愛你           | -                    | 1                    | -                    | -                    | | |      |
| 愛與夢飛行                         | 來年來日               | 1                    | 3                    | 1                    | 2                    | | |      |
| 愛與夢飛行                         | 愛與夢飛行             | 6                    | 7                    | -                    | 7                    | | |      |
| 愛與夢飛行                         | 十秒之後               | 13                   | -                    | -                    | -                    | | |      |
| 路邊攤                             | 幸福號列車             | 4                    | -                    | -                    | -                    | | |      |
| Be My Valentine                    | 有你一天               | 1                    | 2                    | 1                    | 3                    | | |      |
| Be My Valentine                    | Be My Valentine        | 5                    | 1                    | 1                    | 1                    | 三台冠軍歌 同曲曲目：杜德偉 ~ 走火                                                                   | 三台冠軍歌 同曲曲目：杜德偉 ~ 走火 |      |
| 1999年                             |                        |                      |                      |                      |                      | | |      |
| Be My Valentine                    | 「倒影」先生           | 4                    | -                    | 16                   | -                    | | |      |
| 古巨基                             | 許願                   | 15                   | 5                    | 10                   | 5                    | 與梁詠琪合唱                                                                                         | 與梁詠琪合唱 |      |
| 古巨基                             | 喜歡                   | 6                    | 8                    | 7                    | 6                    | | |      |
| 古巨基                             | 第七感                 | 9                    | 6                    | 14                   | 4                    | | |      |
| 天氣會變                           | 預感                   | 1                    | -                    | -                    | -                    | 99宣明會饑饉30主題曲                                                                                 | 99宣明會饑饉30主題曲 |      |
| 天氣會變                           | 天氣會變               | 5                    | 3                    | 1                    | 3                    | U-point信用咭99廣告主題曲                                                                            | U-point信用咭99廣告主題曲 |      |
| 天氣會變                           | 羅馬假期               | 1                    | 1                    | 1                    | 1                    | 四台冠軍歌                                                                                           | 四台冠軍歌 |      |
| 2000年                             |                        |                      |                      |                      |                      | | |      |
| 尋寶                               | Someday                | 5                    | 9                    | 5                    | 7                    | | |      |
| 尋寶（香港版）                     | 抱雪                   | 5                    | -                    | 10                   | -                    | | |      |
| 跳飛機                             | 一光年                 | 19                   | 14                   | 15                   | -                    | | |      |
| New Pattern                        | Love Don't Hurt        | 4                    | 8                    | 3                    | 3                    | | |      |
| 2001年                             |                        |                      |                      |                      |                      | | |      |
| New Pattern                        | 神蹟                   | 1                    | 9                    | 5                    | 5                    | | |      |
| All The Best                       | 幸運鈴聲               | 9                    | -                    | 4                    | -                    | | |      |
| All The Best                       | Happy Birthday 2U      | 10                   | -                    | -                    | -                    | | |      |
| 2003年                             |                        |                      |                      |                      |                      | | |      |
| 遊戲 基                            | 任天堂流淚             | 3                    | 3                    | 2                    | 1                    | | |      |
| 遊戲 基                            | 必殺技                 | 1                    | 3                    | 1                    | 1                    | 三台冠軍歌 另派The KKK X'mas Party Band版本                                                          | 三台冠軍歌 另派The KKK X'mas Party Band版本 |      |
| 遊戲 基                            | 悟空                   | (1)                  | 1                    | 1                    | 1                    | 四台冠軍歌                                                                                           | 四台冠軍歌 |      |
| 2004年                             |                        |                      |                      |                      |                      | | |      |
| 遊戲 基                            | 愛神                   | -                    | 13                   | 4                    | 3                    | | |      |
| 大雄                               | 大雄                   | 1                    | 1                    | 1                    | 1                    | 四台冠軍歌                                                                                           | 四台冠軍歌 |      |
| 大雄                               | 傷追人                 | 1                    | 1                    | 2                    | -                    | | |      |
| 大雄                               | 愛與誠                 | 1                    | 1                    | 1                    | 1                    | 四台冠軍歌                                                                                           | 四台冠軍歌 |      |
| 大雄                               | 史上最強漫畫王大亂鬥   | 16                   | -                    | -                    | -                    | | |      |
| 大雄                               | 美雪 美雪              | -                    | 16                   | -                    | -                    | | |      |
| 勁歌‧金曲                          | Monica                 | (1)                  | 1                    | 1                    | 3                    | 三台冠軍歌                                                                                           | 三台冠軍歌 |      |
| 2005年                             |                        |                      |                      |                      |                      | | |      |
| 勁歌‧金曲                          | 勁歌金曲               | 2                    | 1                    | 1                    | 1                    | 三台冠軍歌                                                                                           | 三台冠軍歌 |      |
|                                    | 大雄的夢中人           | -                    | -                    | -                    | -                    | | |      |
| 星戰                               | 夢中人                 | 1                    | 1                    | 1                    | 1                    | 四台冠軍歌                                                                                           | 四台冠軍歌 |      |
| 星戰                               | 天才與白痴             | 1                    | 1                    | (1)                  | 1                    | 四台冠軍歌                                                                                           | 四台冠軍歌 |      |
| 星戰                               | 明星                   | 1                    | 3                    | 1                    | -                    | | |      |
| 2006年                             |                        |                      |                      |                      |                      | | |      |
| 星戰                               | 一生何求               | 5                    | 6                    | 3                    | 2                    | | |      |
| Human我生                          | 花灑                   | 1                    | 1                    | 1                    | 2                    | 三台冠軍歌                                                                                           | 三台冠軍歌 |      |
| Human我生                          | 愛得太遲               | 1                    | (1)                  | (1)                  | 2                    | 三台冠軍歌                                                                                           | 三台冠軍歌 |      |
| Human我生                          | 我生                   | 1                    | -                    | -                    | -                    | | |      |
|                                    | 和諧創希望             | -                    | 16                   | -                    | -                    | 與楊千嬅合唱                                                                                         | 與楊千嬅合唱 |      |
| Human我生                          | 重複犯錯               | -                    | 6                    | 4                    | 1                    | | |      |
| Human我生                          | 愛美麗                 | 18                   | -                    | -                    | -                    | | |      |
| 2007年                             |                        |                      |                      |                      |                      | | |      |
|                                    | 流金頌                 | -                    | 2                    | -                    | -                    | 與林子祥、劉德華、李克勤、陳奕迅合唱                                                                 | 與林子祥、劉德華、李克勤、陳奕迅合唱 |      |
| 金牌醇音樂                         | 愛變了這世界襯衣       | 2                    | 1                    | 3                    | -                    | 原唱者為杜德偉                                                                                       | 原唱者為杜德偉 |      |
| Moments                            | 錢錢錢錢               | 1                    | 3                    | 1                    | 2                    | | |      |
| Moments                            | 愛回家                 | 1                    | 1                    | 1                    | 1                    | 四台冠軍歌                                                                                           | 四台冠軍歌 |      |
| Moments                            | 我自問                 | -                    | 15                   | 10                   | -                    | | |      |
| Moments                            | 十蚊雞流浪記           | 2                    | -                    | -                    | -                    | | |      |
| Moments                            | 一刻永恆               | -                    | 13                   | -                    | -                    | | |      |
| 2008年                             |                        |                      |                      |                      |                      | | |      |
|                                    | 此時此歌               | -                    | 1                    | -                    | -                    | 與許冠傑、容祖兒、陳奕迅、李克勤、劉德華合唱                                                         | 與許冠傑、容祖兒、陳奕迅、李克勤、劉德華合唱 |      |
| 勁歌·金曲2 情歌王                  | 勁歌·金曲2 - 情歌王    | 17                   | 7                    | -                    | -                    | | |      |
| 勁歌·金曲2 情歌王                  | 年年有今日             | 1                    | 10                   | -                    | 1                    | Featuring 側田、方力申、小肥、6號、INK                                                               | Featuring 側田、方力申、小肥、6號、INK |      |
| 我還是你的情歌王                   | 我們的彩虹             | 12                   | 3                    | -                    | -                    | | |      |
| Guitar Fever                       | 下次再見               | 1                    | 1                    | 1                    | 1                    | 四台冠軍歌                                                                                           | 四台冠軍歌 |      |
| Guitar Fever                       | 眼睛不能沒眼淚         | 2                    | 1                    | -                    | 1                    | | |      |
| Guitar Fever                       | 花不痛                 | 6                    | -                    | -                    | -                    | | |      |
| 2009年                             |                        |                      |                      |                      |                      | | |      |
| Strings Fever                      | 以你為榮               | 1                    | 1                    | 1                    | 1                    | 四台冠軍歌                                                                                           | 四台冠軍歌 |      |
| Strings Fever                      | 大師作品               | 2                    | -                    | -                    | -                    | | |      |
| Strings Fever                      | 男左女右               | -                    | 7                    | 3                    | -                    | 與關淑怡合唱                                                                                         | 與關淑怡合唱 |      |
| You Talkin' To Me?                 | 地球很危險             | 1                    | 1                    | 1                    | 1                    | 四台冠軍歌                                                                                           | 四台冠軍歌 |      |
| You Talkin' To Me?                 | 沒有腳的小鳥           | -                    | 1                    | 1                    | 1                    | 三台冠軍歌                                                                                           | 三台冠軍歌 |      |
| You Talkin' To Me?                 | 人生有幾個十年         | 1                    | -                    | 5                    | -                    | | |      |
| 2010年                             |                        |                      |                      |                      |                      | | |      |
| You Talkin' To Me?                 | 空肚食早餐             | 19                   | 16                   | -                    | -                    | | |      |
| You Talkin' To Me?                 | 周星呢                 | -                    | -                    | 10                   | 2                    | | |      |
| 時代                               | 獨男                   | 1                    | 1                    | 1                    | 1                    | 四台冠軍歌                                                                                           | 四台冠軍歌 |      |
| 時代                               | 時代                   | 1                    | 1                    | 1                    | 1                    | 四台冠軍歌 另派Blackbox Acoustic Remix版                                                             | 四台冠軍歌 另派Blackbox Acoustic Remix版 |      |
| 時代                               | 公主病了               | -                    | -                    | 4                    | -                    | | |      |
| 時代                               | 鑽石敗犬               | 6                    | 6                    | -                    | -                    | | |      |
| 2010 英皇MEGA HITS                 | 義海豪情               | -                    | -                    | -                    | 5                    | 無線電視劇集《巾幗梟雄之義海豪情》主題曲                                                             | 無線電視劇集《巾幗梟雄之義海豪情》主題曲 |      |
| Amazing World                      | 戀後感                 | 1                    | -                    | -                    | -                    | 903廣播劇「戀LoveLove殘酷愛情劇場」主題曲                                                            | 903廣播劇「戀LoveLove殘酷愛情劇場」主題曲 |      |
| 2011年                             |                        |                      |                      |                      |                      | | |      |
| 大時代                             | 窮我一生               | 1                    | 10                   | 2                    | 1                    | TVB8：1 新城國語力：1 中國原創音樂流行榜：1                                                          | TVB8：1 新城國語力：1 中國原創音樂流行榜：1 |      |
| 大時代                             | 夠朋友                 | -                    | -                    | -                    | -                    | 與孙楠合唱 TVB8：1 新城國語力：1                                                                     | 與孙楠合唱 TVB8：1 新城國語力：1 |      |
| Amazing World                      | 爆了                   | 2                    | 3                    | 1                    | 1                    | Amazing World世界巡迴演唱會2011主題曲                                                                | Amazing World世界巡迴演唱會2011主題曲 |      |
| Amazing World                      | Once Upon A Time       | 7                    | 1                    | 3                    | 1                    | | |      |
| Amazing World                      | 明天                   | 3                    | -                    | -                    | -                    | | |      |
| 2012年                             |                        |                      |                      |                      |                      | | |      |
| 讓時間說愛                         | 有實無名               | -                    | 10                   | 3                    | -                    | 劇集《歡樂元帥》片尾曲                                                                               | 劇集《歡樂元帥》片尾曲 |      |
| 告別我的戀人們                     | 戀無可戀               | 1                    | 1                    | 1                    | 1                    | 四台冠軍歌                                                                                           | 四台冠軍歌 |      |
| 告別我的戀人們                     | 告別我的戀人們         | 1                    | 1                    | 1                    | 1                    | 四台冠軍歌 903廣播劇「告別我的戀人們」主題曲                                                         | 四台冠軍歌 903廣播劇「告別我的戀人們」主題曲 |      |
| 告別我的戀人們                     | 初初                   | 5                    | 13                   | -                    | -                    | | |      |
| 告別我的戀人們                     | 幸福方舟               | -                    | -                    | -                    | -                    | | |      |
| 2013年                             |                        |                      |                      |                      |                      | | |      |
| 告別我的戀人們                     | Shirley                | -                    | -                    | -                    | -                    | | |      |
| 2014年                             |                        |                      |                      |                      |                      | | |      |
| 我們                               | 愛情也有生命           | 1                    | 3                    | 1                    | 2                    | 與容祖兒合唱 《北京愛情故事》電影主題曲                                                              | 與容祖兒合唱 《北京愛情故事》電影主題曲 |      |
| 英皇年度回顧 2014                  | 致少年時代             | 1                    | 1                    | 1                    | 2                    | 三台冠軍歌                                                                                           | 三台冠軍歌 |      |
| 2015年                             |                        |                      |                      |                      |                      | | |      |
| 英皇15周年 和華麗有約              | 和華麗有約             | -                    | -                    | -                    | 5                    | 與英皇群星合唱                                                                                       | 與英皇群星合唱 |      |
| 英皇15周年 和華麗有約              | 和華麗有約（國）       | -                    | -                    | -                    | -                    | 與英皇群星合唱                                                                                       | 與英皇群星合唱 |      |
| 我們                               | 找到你是我最偉大的成功 | 1                    | -                    | -                    | -                    | 台劇《好想談戀愛》片頭曲                                                                             | 台劇《好想談戀愛》片頭曲 |      |
| 我們                               | 怪物                   | -                    | -                    | -                    | -                    | 台劇《好想談戀愛》插曲                                                                               | 台劇《好想談戀愛》插曲 |      |
| 我們                               | 何必打擾               | -                    | -                    | -                    | -                    | 台劇《好想談戀愛》插曲 新城國語力：3                                                                 | 台劇《好想談戀愛》插曲 新城國語力：3 |      |
| 讓時間說愛                         | 不聚不散               | -                    | -                    | -                    | -                    | 電影《消失的兇手》主題曲                                                                             | 電影《消失的兇手》主題曲 |      |
|                                    | 我與你                 | 1                    | 5                    | -                    | -                    | | |      |
| 讓時間說愛                         | 讓時間說愛             | 2                    | -                    | -                    | -                    | 鐵達時廣告主題曲 DBC華語歌曲流行指數：13                                                             | 鐵達時廣告主題曲 DBC華語歌曲流行指數：13 |      |
| 2016年                             |                        |                      |                      |                      |                      | | |      |
|                                    | 沒什麼不可以           | -                    | -                    | -                    | -                    | 電影《那件瘋狂的小事叫愛情》夢想主題曲                                                               | 電影《那件瘋狂的小事叫愛情》夢想主題曲 |      |
| Salute to Dear Leslie              | 當年情                 | -                    | -                    | -                    | -                    | 與古天樂合唱 翻唱張國榮作品                                                                          | 與古天樂合唱 翻唱張國榮作品 |      |
| Salute to Dear Leslie              | Dear Leslie            | -                    | -                    | -                    | -                    | | |      |
|                                    | 完美這一天             | -                    | 15                   | -                    | -                    | 與謝霆鋒、容祖兒、李克勤、陳偉霆、林峯、Twins合唱 電影《決戰食神》主題曲 全球華語歌曲排行榜：6       | 與謝霆鋒、容祖兒、李克勤、陳偉霆、林峯、Twins合唱 電影《決戰食神》主題曲 全球華語歌曲排行榜：6 |      |
|                                    | 團圓飯                 | -                    | -                    | -                    | -                    | 《完美這一天》國語版 與謝霆鋒、容祖兒、李克勤、陳偉霆、林峯、Twins合唱 電影《決戰食神》主題曲        | 《完美這一天》國語版 與謝霆鋒、容祖兒、李克勤、陳偉霆、林峯、Twins合唱 電影《決戰食神》主題曲 |      |
| 2017年                             |                        |                      |                      |                      |                      | | |      |
| Salute to Dear Leslie              | 最愛                   | 2                    | -                    | -                    | -                    | 翻唱張國榮作品                                                                                       | 翻唱張國榮作品 |      |
| 維多利亞 Victoria One              | 初心                   | 1                    | 1                    | 1                    | 1                    | 四台冠軍歌 跨年上榜 泰禾人壽保險廣告歌 加拿大至 HIT 中文歌曲排行榜：1 澳門電台「華語歌曲排行榜」：10 | 四台冠軍歌 跨年上榜 泰禾人壽保險廣告歌 加拿大至 HIT 中文歌曲排行榜：1 澳門電台「華語歌曲排行榜」：10 |      |
| 2018年                             |                        |                      |                      |                      |                      | | |      |
| 維多利亞 Victoria One              | 子華說                 | 2                    | -                    | -                    | 2                    | Featuring 黃子華 香港亞洲電視騰訊流行音樂榜：8                                                       | Featuring 黃子華 香港亞洲電視騰訊流行音樂榜：8 |      |
|                                    | 不老男孩               | -                    | 15                   | -                    | -                    | 電視劇《老男孩》插曲 香港亞洲電視騰訊流行音樂榜：3                                                   | 電視劇《老男孩》插曲 香港亞洲電視騰訊流行音樂榜：3 |      |
| 維多利亞 Victoria One              | 太空艙                 | 8                    | 3                    | 8                    | 1                    | 跨年上榜 加拿大至 HIT 中文歌曲排行榜：6                                                              | 跨年上榜 加拿大至 HIT 中文歌曲排行榜：6 |      |
| 2019年                             |                        |                      |                      |                      |                      | | |      |
| 維多利亞 Victoria One              | 亂世情侶               | 1                    | 1                    | 1                    | 1                    | 四台冠軍歌 加拿大至 HIT 中文歌曲排行榜：1                                                            | 四台冠軍歌 加拿大至 HIT 中文歌曲排行榜：1 |      |
| 派台歌曲成績（五台）               |                        |                      |                      |                      |                      | | |      |
| 唱片                               | 歌曲                   | 903                  | RTHK                 | 997                  | TVB                  | ViuTV                                                                                                | 備註 | 備註 |
| 2022年                             |                        |                      |                      |                      |                      | | |      |
| Ireallylovetosing                  | 飄流教室               | 1                    | 1                    | 1                    | ×                    | 7 | 與呂爵安合唱，舊曲重唱 三台冠軍歌 加拿大至 HIT 中文歌曲排行榜： 1 |      |
| Ireallylovetosing                  | 自我安慰               | 15                   | 1                    | 1                    | -                    | 4 | 與MC張天賦合唱，舊曲重唱 加拿大至 HIT 中文歌曲排行榜：1 |      |
| Ireallylovetosing                  | 樓下有人               | -                    | -                    | -                    | -                    | 2 | 與葉巧琳合唱，舊曲重唱 |      |
| Ireallylovetosing                  | Can We Try             | 6                    | -                    | -                    | -                    | - | 與力臻合唱，舊曲重唱 加拿大至 HIT 中文歌曲排行榜：8 |      |
| Ireallylovetosing                  | 一刻永恆               | -                    | -                    | -                    | 5                    | - | 與黃明德合唱，舊曲重唱 跨年上榜 |      |
| Ireallylovetosing                  | 2nd Favourite 第二最愛 | 2                    | 2                    | 1                    | ×                    | 2 | 與Tyson Yoshi合唱，舊曲重唱 跨年上榜 加拿大至 HIT 中文歌曲排行榜：6 |      |
| 2023年                             |                        |                      |                      |                      |                      | | |      |
| Ireallylovetosing                  | 有少少愛               | -                    | -                    | -                    | -                    | - | 與Delta T合唱，舊曲重唱 |      |
| Ireallylovetosing                  | 心跳回憶               | -                    | -                    | -                    | -                    | - | 與應智越合唱，舊曲重唱 |      |
| Ireallylovetosing                  | 星戰                   | -                    | 5                    | 1                    | -                    | 2 | Featuring New Generation（吳保錡、張蔓莎、黎展峯、洪助昇、張進翹、顧定軒、STRAYZ、Lolly Talk、何佩、劉君冬、黃劍文、谷旻、黎啟峰、陳天翺、張天穎、Michael C、盧華、Triple G、RUMBU），舊曲重唱 加拿大至 HIT 中文歌曲排行榜：15 |      |
| 2024年                             |                        |                      |                      |                      |                      | | |      |
|                                    | 就算天空塌下來         | ×                    | ×                    | ×                    | 9                    | × | 無線電視劇集《巾幗梟雄之懸崖》主題曲 |      |
|                                    | 成長的錯               | 14                   | 1                    | 2                    | 16                   | 3 | 與告五人合唱 跨年上榜（997） 翌年上榜（903、RTHK、TVB、ViuTV） 加拿大至 HIT 中文歌曲排行榜：1 |      |
| 2025年                             |                        |                      |                      |                      |                      | | |      |
|                                    | 長大後的事             | ×                    | ×                    | -                    | ×                    | × | 與告五人合唱 《成長的錯》國語版 新城國語力排行榜：1 |      |

| 各台冠軍歌總數 | 各台冠軍歌總數 | 各台冠軍歌總數 | 各台冠軍歌總數 | 各台冠軍歌總數 | 各台冠軍歌總數     | 各台冠軍歌總數     |
| -------------- | -------------- | -------------- | -------------- | -------------- | ------------------ | ------------------ |
| 四台a          | 903            | RTHK           | 997            | TVB            | 備註               | 備註               |
| 四台a          | 44             | 34             | 41             | 31             | 四台冠軍歌總數：18 | 四台冠軍歌總數：18 |
| 四台a          | 46             | 35             | 43             | 31             | 冠軍週數           | 冠軍週數           |
| 五台b          | 903            | RTHK           | 997            | TVB            | ViuTV              | 備註               |
| 五台b          | 1              | 3              | 4              | 0              | 0                  | 五台冠軍歌總數：0  |

- （*）上榜中
- （-）未能上榜
- （×）沒有派往該台
- （(1)）兩週冠軍
- ^  注解a：包括2022年後的冠軍歌曲
- ^  注解b：2022年起

## 演出作品

### 電視劇（無綫電視）
| 年 份  | 片 名                 | 角 色         | 合 作                                          | 備 註                              |
| 1991年 | 《橫財三千萬》        |               |                                                |                                    |
| 1991年 | 《閉門一家千》        |               |                                                |                                    |
| 1991年 | 《金蛇郎君》          |               |                                                | 於1992年海外發行，1993年翡翠台播映 |
| 1991年 | 《命運迷宮》          |               |                                                |                                    |
| 1991年 | 《怒劍嘯狂沙》        | 馬賊          |                                                | 跑龍套                             |
| 1991年 | 《卡拉屋企》          | 茶客          |                                                | 第13集，跑龍套                     |
| 1991年 | 《我愛玫瑰園》        | 舊同學        |                                                | 第105集，跑龍套                    |
| 1992年 | 《三喜臨門》          |               |                                                |                                    |
| 1992年 | 《龍的天空》          | Raymond       | 林文龍、吳鎮宇、黎姿、邵美琪                   | 跑龍套，楊文海大學同學             |
| 1992年 | 《92鍾無艷》          | 記者          | 鄭伊健、陳松伶、許紹雄、關寶慧                 | 第9集，跑龍套                      |
| 1992年 | 《我為錢狂》          |               |                                                |                                    |
| 1992年 | 《壹號皇庭》          | 酒吧歌手      |                                                |                                    |
| 1992年 | 《火玫瑰》            | 金蓮同事      |                                                |                                    |
| 1992年 | 《水滸英雄傳》        | 店小二        |                                                |                                    |
| 1992年 | 《重案傳真》          | 油脂仔        |                                                |                                    |
| 1992年 | 《大賭場》            |               |                                                |                                    |
| 1994年 | 《笑看風雲》          | 包文虎        | 鄭少秋、鄭伊健、陳松伶、許紹雄、郭藹明、郭晉安 |                                    |
| 1995年 | 《前世冤家》          | 齊望星        |                                                |                                    |
| 1995年 | 《包青天之踏雪尋梅》  | 白雪生        |                                                |                                    |
| 1995年 | 《總有出頭天》        | 陳至誠 南瓜頭 |                                                |                                    |
| 1997年 | 《皇家反千組》        | 成國棟        |                                                | 於1996年海外發行，1997年翡翠台播映 |
| 1997年 | 《英雄貴姓》          | 林盆          |                                                | 於1996年海外發行，1997年翡翠台播映 |
| 2018年 | 《愛·回家之開心速遞》 | 薄餅速遞員    |                                                | 客串第305集                        |

### 電視劇（其他）
| 年 份  | 片 名                       | 角 色         | 合 作                              | 備 註 |
| 2000年 | 《情深深雨濛濛》            | 何書桓        | 趙薇、林心如、蘇有朋               |       |
| 2003年 | 《還珠格格3之天上人間》     | 愛新覺羅·永琪 | 黃奕、馬伊俐、周杰、黃曉明         |       |
| 2007年 | 《讓愛自由/不該讓女人流淚》 | 古俊勇        | 楊千嬅、何炅、蘇永康、梁漢文、劉孜 |       |
| 2010年 | 《青春旋律》                | 汪雨航        | 詩雅、吳浩康、馬蘇、楊洋、金希澈   |       |
| 2011年 | 《歡樂元帥》                | 帥帥哥        | 蔡卓妍、鐘欣桐、郭晉安、吳卓羲     |       |
| 2013年 | 《曹操》                    | 孔融          |                                    |       |

### 電視電影（無綫電視）
- 共闖天涯
- 熱浪迷情

### 節目主持
- 1992-1994年：娛樂新聞眼
- 1993年：BB也Shopping
- 1993年：百變93娛樂圈
- 1993年：財源滾滾萬家歡
- 1993年：娛樂俾面派對
- 1993年：勁辣 Ichi Ban
- 1993年：萬人動畫變變變
- 1993年：好玩十一點
- 1993年：好玩小電影
- 1993-1994年：勁歌金曲
- 1994年：康泰最緊要好玩之印尼特輯
- 1996年：FUN秒必爭智激奧運會（亞特蘭大奧運會）
- 1996年：體壇群星創高峰
- 1996年：聰明伶俐主人翁
- 2008年：係咪小兒科
- 2008年：奧林匹克運動會－北京奧運
- 2009年：超級巨聲評判
- 2009年：係咪小兒科第二輯
- 2009年：動畫金曲音樂會
- 2009年：香港小姐總决赛嘉賓司儀
- 2010年：《我的故事‧我的歌》
- 2014年：湖南卫视《我是歌手 (第三季)》
- 2018年：古巨基初心再體驗
- 2018年：東張西望（3月22日）
- 2018年：流行經典50年（第27集至34集嘉賓主持）

### 電影
| 年 份  | 片 名                    | 角 色        |
| 1994年 | 《破壞之王》             | 榮記冰室伙記 |
| 1995年 | 《追女仔95之綺夢》       | 客串         |
| 1997年 | 《熱血最強》             | 林鐵男       |
| 1997年 | 《求戀期》               | 歐家全       |
| 1998年 | 《安娜馬德蓮娜》         | 客串         |
| 1999年 | 《天旋地戀》             | 飛行棋       |
| 2002年 | 《夕陽天使》             | 客串         |
| 2005年 | 《短訊一月追》           | 賦佳         |
| 2006年 | 《野蠻秘笈》             | 古龍         |
| 2006年 | 《愛得太遲（音樂電影）》 | Key          |
| 2007年 | 《戀愛初歌》             | 客串         |
| 2007年 | 《甜心粉絲王》           | 金水         |
| 2008年 | 《愛情左右》             |              |
| 2012年 | 《喜愛夜蒲2》            | 客串         |
| 2015年 | 《衝鋒車》               | 徐安良       |
| 2022年 | 《阿媽有咗第二個》       | 古巨基       |

### 電影（配音）
- 1997年：《大力士》 聲演 大力士
- 2000年：《一家之鼠超力仔》飾 超力仔（配音）
- 2002年：《一家之鼠超力仔II》飾 超力仔（配音）
- 2006年：《路寶治的世界》飾 洛尼（配音）
- 2010年：《公主與青蛙》聲演 萊汶王子

### 廣播劇及舞台劇
- 約93年：《運轉乾坤》（香港電台）（歌曲：Can We Try）
- 1994年：《古怪收音機》（主持）
- 1994年：《流行愛感冒》（商業電台）
- 1995年：《發達夢》（香港電台）
- 1995年：《愛的協奏曲》
- 1996年：《七擒七縱七巧板》（商業電台）（歌曲：兩個阿伯殺手 主唱：古巨基/陳奕迅）
- 1996年：《奇異檔案之隔世情緣》（香港電台）
- 1996年：《滑鼠失蹤記》（商業電台）
- 1997年：《純男色的憂鬱 - 不再失戀俱樂部》（香港電台）
- 1997年：《智取九蓮山》（商業電台）（歌曲：難道你都記不起 主唱：古巨基、陳慧琳）
- 1998年：《不敢說我愛你》（香港電台）（主題曲：不敢說我愛你）
- 1998年：《風雲》（商業電台）
- 1998年：《芝see姑Bi Family 之 聖誕粗粗地》（商業電台）（歌曲：苦 主唱：古巨基、芝see姑Bi）
- 1999年：《機動戰士0079》（新城電台）
- 1999年：《九九年某月某日》（香港電台）
- 2000年：《新城電台午間小劇場》（新城電台）
- 2000年：《情真情假》（香港電台）
- 2001年：《十八樓C座》（商業電台）
- 2001年：《仙凡四角戀》（香港電台）
- 2002年：《冰點》（香港電台）
- 2002年：《都市下一站》（新城電台）
- 2003年：《一塵不染樂安居》（香港電台）（主題曲：安居）
- 2003年：《大衛營》（商業電台）（舞台劇+廣播劇）
- 2003年：《仙樂都》（商業電台）
- 2004年：《隨碟附送愛人一個》（新城電台）
- 2005年：《墨爾本的翡翠》（新城電台）(主題曲：墨爾本的翡翠)
- 2005年：《歡樂滿Tour》（商業電台）（舞台劇）
- 2006年：《BIG NOSE》（商業電台）（舞台劇）
- 2006年：《黃金少年》（商業電台）
- 2008年：《最好的時光》（商業電台）（廣播劇）（友情客串──剛出道的基仔）
- 2012年：《愛情三角錯》（香港電台）（廣播劇）（張永康）
- 2012年：《告別我的戀人們》（商業電台）（廣播劇）（方樹學）

### 音樂比賽
- 2013年：《夢想星搭檔》 （CCTV）成績:總決賽冠軍
- 2015年：《我是歌手3》 （湖南衛視）

### 綜藝節目
1996年
- 6月5日：TVB《超級無敵獎門人》第25集 （與江希文、張達明、陳寶蓮、王　喜、吳家麗）

1997年
- 7月16日：TVB《超級無敵獎門人之再戰江湖》第8集（與許志安、梅小惠、雷頌德、馮德倫、江欣燕）

1998年
- 11月7日：TVB《天下無敵獎門人》第4集（與梁詠琪、杜德偉、李克勤、馬浚偉、楊千嬅）

1999年
- 9月29日：TVB《驚天動地獎門人》第23集（與鄧建明、馮德倫、楊千嬅、湯寶如、陳慧琳）

2015年
- 2月7日：湖南衛視《快樂大本營》（與成龍、王若心、林鵬、韓庚）
- 4月10日：湖南衛視 《天天向上》
- 7月14日：中天綜合台《康熙來了 》
- 7月17日：中天綜合台《SS小燕之夜》
- 7月17日：八大綜合台《娛樂百分百》
- 8月22日：東方衛視《女神新装》
- 8月22日：湖南衛視《快樂大本營》（與周慧敏、魏大勛、魏晨、武藝）
- 8月29日：浙江衛視《12道锋味》2（與海鳴威、劉雁之）
- 9月10日：优酷网《全明星》 第三十六期
- 9月12日：湖南衛視《中国新声代 》
- 9月27日：TVB 《今晚睇李》 第32集
- 10月17日：東方衛視《今晚80后脱口秀》

2016年
- 3月4日：浙江衛視《王牌對王牌》（與任賢齊、张柏芝、蔡卓妍、安以軒、賀軍翔、謝依霖等）

2018年
- 10月21日：江蘇衛視 《蒙面唱將猜猜猜 (第三季)》

2022年
- 8月6日：ViuTV 《爆谷一周》第26集（節目嘉賓）

2023年
- 12月2日：芒果TV《聲生不息·家年華》常駐嘉賓

2024年
- 11月28日：芒果TV《声生不息·大湾区季》常駐嘉賓

### 其他
- Beyond放暑假
- 黎姿 白恤衫MV

## 漫畫及小說作品
- 2012年：《古sir IQ王5》
- 2011年：《古sir IQ王4》
- 2010年：《古sir IQ王3》
- 2010年：《古sir IQ王2》
- 2009年：《古sir IQ王》
- 2008年：《kubi好孩子系列1：勝利的水杯》
- 2006年：《愛得太遲》電影小說
- 2005年：《短信一月追》電影小說
- 2004年：The story of KUBI Vol.2 漫畫
- 2003年：The story of KUBI Vol.1 漫畫
- 1998年：《天旋地戀》電影漫畫
- 1998年：《天旋地戀》電影小說
- 1997年：《熱血最強》電影小說及漫畫（客串主筆）

## 執導作品

### 曾執導的微電影
- 「愛得太遲」（2006）
- 「地球很危險．沒有腳的小鳥」（2009）
- 「初心英雄」（2017）
- 「下次再見」（2018）《幻樂之城》

### 曾執導之音樂MV
2005年
- 「明星」

2006年
- 「愛得太遲」

2007年
- 「愛回家」

2008年
- 「情歌王」
- 「下次再見」
- 「眼晴不能沒眼淚」
- 「花不痛」

2009年
- 「大師作品」
- 「男左女右」
- 「地球很危險」
- 「沒有腳的小鳥」

2010年
- 「周星呢」
- 「獨男」
- 「時代」
- 「公主病了」
- 「鑽石敗犬」

2011年
- 「窮我一生」
- 「夠朋友」
- 「富萬代」
- 「Party King」
- 「爆了」

2012年
- 「戀無可戀」
- 「告別我的戀人們」
- 「HK Style」（參與MV編導及友情演岀）

2014年
- 「致少年時代」

2015年
- 「找到你是我最偉大的成功」

2017年
- 「最愛」
- 「初心」

2018年
- 「子華說」
- 「太空艙」
- 「亂世情侶」

### 曾執導的廣告
- 日清合味道杯麵
- 泰禾人壽

## 曾獲重要獎項
1994年度
- 1994年度叱咤樂壇流行榜頒獎典禮 - 叱咤樂壇生力軍男歌手 金獎
- 新城勁爆頒獎禮1994 - 香港勁爆新登場男歌手 金獎
- 1994年度十大勁歌金曲頒獎禮 - 最受歡迎新人獎（男歌手）金獎
- 第十七屆十大中文金曲頒獎音樂會 - 最有前途新人獎（男歌手）金獎

1995年度
- 1995年度壹電視大獎 - 十大電視藝人 第二位
- 1995年度叱咤樂壇流行榜頒獎典禮 - 專業推介叱吒十大 第五位《其實我...我...我》

1996年度
- 1996年勁歌金曲第三季季選 - 得獎歌曲《第二最愛》
- 1996年度十大勁歌金曲頒獎禮 - 1996年度傑出表現獎 銀獎
- 新城勁爆頒獎禮1996 - 民歌獎《第二最愛》

1997年度
- 1997年度兒歌金曲頒獎典禮 - 十大兒歌金曲《我愛毛查查》、最受歡迎兒歌男歌手
- 1997年勁歌金曲第三季季選 - 得獎歌曲《歡樂今宵》
- 1997年度十大勁歌金曲頒獎禮 - 十大勁歌金曲獎《歡樂今宵》
- 1997年度叱咤樂壇流行榜頒獎典禮 - 叱咤樂壇男歌手 銀獎
- 第二十屆十大中文金曲頒獎音樂會 - 十大優秀流行歌手大獎、十大中文金曲《歡樂今宵》、飛躍大獎（男歌手）銀獎
- 新城勁爆頒獎禮1997 - 新城勁爆男歌手、新城勁爆大躍進男歌手

1998年度
- 第17屆香港電影金像獎 - 最佳原創電影歌曲《歡樂今宵》
- 1998年度兒歌金曲頒獎典禮 - 十大兒歌金曲《友共情》、最受爹Ｄ媽咪歡迎大獎《友共情》
- 1998年度叱咤樂壇流行榜頒獎典禮 - 專業推介叱吒十大 第六位《有你一天》
- 1998年度十大勁歌金曲頒獎禮 - 十大勁歌金曲獎《有你一天》

1999年度
- 1999年勁歌金曲第三季季選 - 得獎歌曲《天氣會變》
- 1999年勁歌金曲第四季季選 - 得獎歌曲《羅馬假期》
- 新城勁爆頒獎禮1999 - Top One新城勁爆卡拉OK歌曲《羅馬假期》
- 1999年度叱咤樂壇流行榜頒獎典禮 - 專業推介叱吒十大 第三位《羅馬假期》
- 第二十二屆十大中文金曲頒獎音樂會 - 最佳原創歌曲獎《天氣會變》、優秀國語歌曲獎 銀獎《許願》（與梁詠琪合唱）
- 1999年度十大勁歌金曲頒獎禮 - 十大勁歌金曲獎《羅馬假期》、最受歡迎華語歌曲獎 銅獎《許願》（與梁詠琪合唱）

2001年度
- 2001年台灣年度十大人氣偶像

2002年度
- 2002年度音樂風雲榜頒獎盛典 - 年度男歌手飛躍獎（港台）
- 2002年度壹電視大獎 - 十大電視節目 第二位《情深深雨濛濛》、十大電視藝人 第三位

2003年度
- 2003年勁歌金曲第三季季選 - 手機網路人氣歌手
- 2003年勁歌金曲第四季季選 - 得獎歌曲《必殺技》
- 2003年度TVB8金曲榜頒獎典禮 - TVB8金曲榜極品推介歌曲獎《天上人間》
- 新城勁爆頒獎禮2003 - 新城勁爆歌曲《必殺技》
- 叱咤樂壇流行榜頒獎典禮2003 - 專業推介叱咤十大 第二位《必殺技》、叱咤樂壇我最喜愛的歌曲大獎《必殺技》
- 2003年度十大勁歌金曲頒獎典禮 - 最受歡迎網絡金曲獎 金獎《必殺技》
- 第二屆東南勁爆音樂榜 - 港台地區勁爆十大金曲《必殺技》、勁爆經典影視金曲獎《好想好想》、最受歡迎男歌手（香港）

2004年度
- 第2屆「勁歌王」全球華人樂壇音樂盛典 - 粵語金曲獎《愛與誠》、勁歌K歌金曲《愛與誠》、傳媒大獎、最佳男歌手（香港區）
- 2004勁歌金曲優秀選第一回 - 得獎歌曲《愛神》
- 2004勁歌金曲優秀選第二回 - 得獎歌曲《愛與誠》
- 新城勁爆頒獎禮2004 - 新城勁爆歌曲《愛與誠》、新城勁爆卡拉OK歌曲《愛與誠》、新城勁爆大碟《大雄》、新城勁爆男歌手、新城勁爆我最欣賞歌曲《愛與誠》
- 叱咤樂壇流行榜頒獎典禮2004 - 專業推介叱咤十大 第六位《大雄》、叱咤樂壇男歌手 金獎、叱咤樂壇我最喜愛的男歌手、叱咤樂壇我最喜愛的歌曲大獎《愛與誠》
- 2004年度十大勁歌金曲頒獎典禮 - 十大勁歌金曲獎《愛與誠》
- 第二十七屆十大中文金曲頒獎音樂會 - 優秀流行歌手大獎、十大中文金曲《愛與誠》、全年最佳進步獎、全球華人至尊金曲獎《愛與誠》
- 2004第四屆雪碧中國原創音樂流行榜頒獎禮 - 港台十大金曲 《愛與誠》、最佳演繹歌手、全國至尊金曲大獎《愛與誠》
- 〈音樂先鋒榜〉2004年度頒獎典禮 - 港臺十大先鋒金曲《愛與誠》、最受歡迎卡拉ok歌曲《愛與誠》、最受歡迎卡拉ok男歌手

2005年度
- 第五屆華語音樂傳媒大獎 - 年度粵語歌曲《愛與誠》、最佳粵語男歌手
- 第3屆「勁歌王」全球華人樂壇音樂盛典 - 粵語金曲獎《天才與白痴》
- YAHOO!搜尋人氣大獎2005 - 人氣歌曲《Monica》、人氣歌曲《天才與白痴》、本地男歌手
- 2005勁歌金曲優秀選第一回 - 得獎歌曲《勁歌金曲》
- 2005勁歌金曲優秀選第二回 - 得獎歌曲《夢中人》
- 2005勁歌金曲優秀選第三回 - 得獎歌曲《天才與白痴》
- 新城勁爆頒獎禮2005 - 新城勁爆歌曲《勁歌金曲》、新城勁爆歌曲《天才與白痴》、新城勁爆大碟《星戰》、新城勁爆男歌手、新城勁爆播放指數大獎《天才與白痴》
- 叱咤樂壇流行榜頒獎典禮2005 - 專業推介叱咤十大 第二位《天才與白痴》、叱咤樂壇男歌手 銀獎
- 2005年度十大勁歌金曲頒獎典禮 - 十大勁歌金曲獎《天才與白痴》
- 2005年度四台聯頒音樂大獎 - 歌曲獎《天才與白痴》
- 第二十八屆十大中文金曲頒獎音樂會 - 優秀流行歌手大獎、十大中文金曲《天才與白痴》
- RoadShow至尊音樂頒獎禮2005 - 至尊歌曲《天才與白痴》、至尊男歌手
- SINA Music樂壇民意指數頒獎禮2005 - 我最喜愛男歌手（香港） 、我最喜愛至尊金曲《天才與白痴》
- IFPI 香港唱片銷量大獎2005 - 十大本地銷量歌手、十大銷量廣東唱片《勁歌·金曲》、十大銷量廣東唱片《古巨基05勁歌.金曲演唱會》、十大銷量廣東唱片《星戰》、全年最高銷量本地男歌手
- 2005年度TVB8金曲榜頒獎典禮 - TVB8金曲榜全球觀眾最愛粵語歌曲獎《勁歌金曲》
- 第二屆中國歌曲排行榜海外頒獎典禮：香港最受歡迎男歌手
- 第五屆CCTV-MTV音樂盛典頒獎禮：香港最受歡迎男歌手
- 〈音樂先鋒榜〉2005年度頒獎典禮 - 最受歡迎K歌《天才與白痴》
- 2005年度雪碧中國原創音樂流行榜總選頒獎典禮 - 港台十大金曲《睡美人》、香港最優秀專輯《勁歌·金曲》
- 十大傑出青年選舉 - 2005年度十大傑出青年

2006年度
- 2006勁歌金曲優秀選第一回 - 得獎歌曲《一生何求》
- 2006勁歌金曲優秀選第二回 - 得獎歌曲《花灑》
- 2006勁歌金曲優秀選第三回 - 得獎歌曲《愛得太遲》
- 新城國語力頒獎禮2006 - 新城國語力歌曲《睡美人》、新城國語力演繹獎 、新城國語力男歌手
- 第4屆「勁歌王」全球華人樂壇音樂盛典 - 粵語金曲獎《愛得太遲》、勁歌王至尊金曲獎（粵）《愛得太遲》、勁歌王
- 2006年度TVB8金曲榜頒獎典禮 - TVB8金曲榜全球熱愛粵語歌曲獎《一生何求》
- 新城勁爆頒獎禮2006 - 新城勁爆歌曲《愛得太遲》、新城勁爆歌曲《花灑》、新城勁爆卡拉OK歌曲《愛得太遲（合唱版）》（與周慧敏合唱）、新城勁爆專輯《Human我生》、新城勁爆播放指數大獎《愛得太遲》、新城勁爆男歌手、新城勁爆年度歌曲大獎《愛得太遲》
- 2006年度四台聯頒音樂大獎 - 歌曲獎《愛得太遲》、大碟獎《Human我生》、傳媒大獎
- 2006年度叱咤樂壇流行榜頒獎典禮 - 叱咤樂壇至尊歌曲大獎《愛得太遲》、叱咤樂壇至尊唱片大獎《Human我生》、叱咤樂壇男歌手 銀獎、叱咤樂壇我最喜愛的歌曲大獎《愛得太遲》
- 2006年度十大勁歌金曲頒獎典禮 - 十大勁歌金曲獎《愛得太遲》、最受歡迎廣告歌曲大獎 銀獎《愛得太遲》、十大勁歌金曲金獎《愛得太遲》
- 第二十九屆十大中文金曲頒獎音樂會 - 優秀流行歌手大獎、十大中文金曲《愛得太遲》、全球華人至尊金曲獎《愛得太遲》
- RoadShow至尊音樂頒獎禮2006 - 至尊歌曲《愛得太遲》、至尊男歌手、至尊歌曲累積票數最高男歌手
- SINA Music樂壇民意指數頒獎禮2006 - 全年最高收聽率歌曲《愛得太遲》、我最喜愛至尊大碟《Human我生》、我最喜愛男歌手（香港）、我最喜愛至尊金曲《愛得太遲》
- YAHOO!搜尋人氣大獎2006 - 人氣歌曲《愛得太遲》、本地男歌手
- IFPI香港唱片銷量大獎2006 - 十大銷量本地歌手、十大銷量廣東唱片《Human我生》
- 〈音樂先鋒榜〉2006年度頒獎典禮 - 港臺十大先鋒金曲《愛得太遲》、金曲金獎《愛得太遲》、港台最受歡迎先鋒男歌手獎
- 2006年度雪碧中國原創音樂流行榜總選頒獎典禮 - 港台十大金曲《愛得太遲》、全國至尊金曲大獎《愛得太遲》、香港最受歡迎男歌手、香港最優秀專輯獎《Human我生》

2007年度
- 2007勁歌金曲優秀選第二回 - 得獎歌曲《錢錢錢錢》
- 2007勁歌金曲優秀選第三回 - 得獎歌曲《愛回家》
- YAHOO!搜尋人氣大獎2007 - 人氣歌曲《愛回家》、歷年搜尋次數累積最多的人物
- 2007年度雪碧中國原創音樂流行榜總選頒獎典禮 - 港台十大金曲《愛回家》、最受歡迎男歌手（香港）、傳媒推薦大獎
- 第七屆華語音樂傳媒大獎 - 年度粵語歌曲《愛得太遲》、我最喜愛的男歌手獎
- 新城勁爆頒獎禮2007 - 新城勁爆歌曲《愛回家》、新城勁爆男歌手、新城勁爆播放指數大獎《愛回家》、新城勁爆我最欣賞的男歌手
- 2007年度叱咤樂壇流行榜頒獎典禮 - 專業推介叱咤十大 第四位《愛回家》、叱咤樂壇男歌手 銀獎
- 2007年度十大勁歌金曲頒獎典禮 - 十大勁歌金曲獎《愛回家》
- 第三十屆十大中文金曲頒獎音樂會 - 優秀流行歌手大獎、十大中文金曲《愛回家》
- RoadShow至尊音樂頒獎禮2007 - 至尊歌曲《愛回家》、至尊男歌手、至尊歌曲累積票數最高男歌手
- SINA Music樂壇民意指數頒獎禮2007 - SINA Music最高收聽率十大歌曲《愛回家》、我最喜愛至尊大碟《Moments》
- IFPI香港唱片銷量大獎2007 - 十大銷量廣東唱片《加州紅903黃金組合音樂會》（與容祖兒一同獲獎）

2008年度
- MTV亞洲大獎 - 香港最受歡迎歌手獎
- 第5屆「勁歌王」全球華人樂壇音樂盛典 - 粵語金曲獎《愛回家》、勁歌王至尊金曲獎《愛回家》、勁歌王
- YAHOO!搜尋人氣大獎2008 - 人氣歌曲《下次再見》、華語歌曲《勁歌·金曲2 情歌王》、本地男歌手
- 2008勁歌金曲優秀選第一回 - 得獎歌曲《年年有今日》
- 2008勁歌金曲優秀選第二回 - 得獎歌曲《下次再見》
- 2008勁歌金曲優秀選第三回 - 得獎歌曲《眼睛不能沒眼淚》
- 2008年度叱咤樂壇流行榜頒獎典禮 - 專業推介叱咤十大 第三位《下次再見》、叱咤樂壇男歌手 銀獎
- 2008年度十大勁歌金曲頒獎典禮 - 十大勁歌金曲獎《眼睛不能沒眼淚》、最受歡迎男歌星
- 第三十一屆十大中文金曲頒獎音樂會 - 優秀流行歌手大獎、十大中文金曲《眼睛不能沒眼淚》
- SINA Music樂壇民意指數頒獎禮2008 - SINA Music最高收聽率二十大歌曲《眼睛不能沒眼淚》
- IFPI香港唱片銷量大獎2008 - 十大銷量廣東唱片《Guitar Fever》、十大銷量本地歌手
- 〈音樂先鋒榜〉2008年度頒獎典禮 - 港台十大先鋒金曲《我還是你的》

2009年度
- 2009勁歌金曲優秀選第一回 - 得獎歌曲《以你為榮》
- 2009勁歌金曲優秀選第二回 - 得獎歌曲《地球很危險》
- 2009勁歌金曲優秀選第三回 - 得獎歌曲《沒有腳的小鳥》
- 第6屆「勁歌王」全球華人樂壇音樂盛典 - 粵語金曲獎《眼睛不能沒眼淚》、勁歌王、傳媒大獎
- 第九屆華語音樂傳媒大獎 - 百家傳媒年度最受矚目男歌手、南方傳媒聯頒大獎
- 2009中國廣播影視大獎原創歌曲獎頒典禮 - 港臺最受歡迎男歌手、港臺最佳專輯獎《You Talkin' To Me?》
- YAHOO!搜尋人氣大獎2009 - 人氣歌曲《地球很危險》、本地男歌手
- 新城勁爆頒獎禮2009 - 新城勁爆歌曲《地球很危險》、新城勁爆男歌手、新城勁爆亞洲歌手大獎、新城全球勁爆歌手大獎
- 2009年度叱咤樂壇流行榜頒獎典禮 - 專業推介叱咤十大 第五位《地球很危險》
- 第三十二屆十大中文金曲頒獎音樂會 - 優秀流行歌手大獎、十大中文金曲《地球很危險》
- 2009年度十大勁歌金曲頒獎典禮 - 十大勁歌金曲獎《地球很危險》、最受歡迎男歌星
- 2009年度四台聯頒音樂大獎 - 歌曲獎《地球很危險》
- SINA Music樂壇民意指數頒獎禮2009 - SINA Music最高收聽率二十大歌曲《地球很危險》
- 〈音樂先鋒榜〉2009年度頒獎典禮 - 港台十大先鋒金曲《地球很危險》、最受歡迎先鋒歌手五強、21家電臺聯頒最佳專輯《You Talkin' To Me?》、21家電臺聯頒港臺最佳先鋒歌手
- Channel[V]第14屆全球華語音樂榜中榜暨亞洲影響力大典 - 最受歡迎男歌手
- 環球紅歌盛典 - 媒體推薦年度全能藝人

2010年度
- 2010勁歌金曲優秀選第一回 - 得獎歌曲《周星呢》、最受歡迎廣告歌曲獎《周星呢》、得獎歌曲《時代》、得獎歌曲《義海豪情》
- 第7屆「勁歌王」全球華人樂壇音樂盛典 - 粵語金曲獎《地球很危險》、勁歌王、傳媒大獎
- YAHOO!搜尋人氣大獎2010 - 人氣歌曲《時代》、搜尋人氣電視劇集主題曲《義海豪情》、本地男歌手
- 新城勁爆頒獎禮2010 - 新城勁爆男歌手、新城勁爆播放指數歌曲大獎《時代》
- 2010年度叱咤樂壇流行榜頒獎典禮 - 專業推介叱咤十大 第八位《時代》、叱咤樂壇男歌手 銅獎
- 第三十三屆十大中文金曲頒獎音樂會 - 優秀流行歌手大獎、十大中文金曲《時代》
- 2010年度十大勁歌金曲頒獎典禮 - 十大勁歌金曲獎《義海豪情》、最受歡迎男歌星
- 2010華鼎電影盛典群星晚會 - 中國電影最具環保意識男演員
- IFPI香港唱片銷量大獎2010 - 十大銷量廣東唱片《時代》
- 〈音樂先鋒榜〉2010年度頒獎典禮 - 港台十大先鋒金曲《時代》、20家電台聯頒最佳專輯最佳專輯《時代》、最受歡迎先鋒歌手五強、全國最受歡迎先鋒男歌手獎
- 加拿大至HIT中文歌曲排行榜2010年度總選 - 全國推崇十大歌曲（粵語）《時代》
- 真男人頒獎典禮 - 2010年度音樂人物獎
- 第14屆全球華語榜中榜頒獎盛典 - 香港最受歡迎男歌手

2011年度
- 新城國語力頒獎禮2011 - 新城國語力歌曲《窮我一生》、新城國語力合唱歌曲《夠朋友》（與孫楠合唱）
- 香港傳藝節2011開幕頒獎禮 - 大中華設計獎
- 2011勁歌金曲優秀選第二回 - 得獎歌曲《爆了》
- 第8屆「勁歌王」全球華人樂壇音樂盛典 - 粵語金曲獎《爆了》、年度最佳專輯、勁歌王
- 無綫電視長期服務暨傑出員工榮譽大獎頒獎晚宴 - 服務20年傑出員工獎
- 〈音樂先鋒榜〉2011年度頒獎典禮 - 港台十大先鋒金曲《窮我一生》、22家電台聯頒最佳專輯最佳專輯《大時代》、最受歡迎先鋒歌手五強、全國最受歡迎先鋒男歌手
- 2011勁歌金曲優秀選第三回 - 得獎歌曲《Once Upon A Time》
- YAHOO!搜尋人氣大獎2011 - 本地男歌手、搜尋十大人氣歌曲2011《勁歌金曲3 Party King》、網上熱爆歌曲《爆了》
- 新城勁爆頒獎禮2011 - 新城勁爆亞洲歌手大獎
- 第三十四屆十大中文金曲頒獎音樂會 - 優秀流行歌手大獎、十大中文金曲《爆了》
- 2011年度十大勁歌金曲頒獎典禮 - 十大勁歌金曲獎《爆了》、最受歡迎男歌星
- 第十六屆全球華語榜中榜 - 香港最受歡迎男歌手

2012年度
- 第七屆亞洲模特兒大獎 - 亞洲明星獎
- 第八屆亞洲音樂節 - 亞洲最佳歌手獎
- 第2屆樂視影視盛典 - 港台電視劇最受歡迎男演員
- 2012勁歌金曲優秀選第二回 - 得獎歌曲《戀無可戀》
- 2012勁歌金曲優秀選第三回 - 得獎歌曲《告別我的戀人們》
- 2012亞洲偶像盛典暨七夕晚會 - 跨界最佳藝人獎
- YAHOO!搜尋人氣大獎2012 - 十年人氣大獎、人氣歌曲《戀無可戀》、本地男歌手
- 全港民意流行音樂頒獎禮2012 - 十大最受歡迎歌曲第五位《初初》、十大最受歡迎歌曲第二位《告別我的戀人們》、最受歡迎至尊歌曲獎《戀無可戀》、最受歡迎至尊唱片獎《告別我的戀人們》、最受歡迎男歌手金獎
- 2012年度叱咤樂壇流行榜頒獎典禮 - 專業推介叱咤十大 第九位《戀無可戀》
- 第三十四屆十大中文金曲頒獎音樂會 - 優秀流行歌手大獎、十大中文金曲《戀無可戀》
- 〈音樂先鋒榜〉2012年度頒獎典禮 - 港台十大先鋒金曲《戀無可戀》、23家電台聯頒最佳專輯最佳專輯《告別我的戀人們》、最受歡迎先鋒歌手五強、全國最受歡迎先鋒男歌手
- IFPI香港唱片銷量大獎2012 - 十大銷量廣東唱片《告別我的戀人們》、十大數碼暢銷歌曲《戀無可戀》、十大銷量本地現場錄製音像出品《Amazing World Live 2011》、十大銷量本地歌手
- 第十七屆全球華語榜中榜 - 榜中榜金曲《戀無可戀》、香港最佳男歌手
- 加拿大至HIT中文歌曲排行榜2012年度總選 - 全國推崇十大歌曲（粵語）《戀無可戀》

2013年度
- 第9屆「勁歌王」全球華人樂壇音樂盛典 - 粵語金曲獎《戀無可戀》、最佳粵語專輯《告別我的戀人們》、勁歌王
- 首屆世界廣府人懇親大會 - 十大傑出青年
- 中國美．風尚志七周年頒獎盛典暨LUX．風尚SPARK燃情行動啟動儀式 - 年度最強音獎
- 〈音樂先鋒榜〉2013年度頒獎典禮 - 港台十大先鋒金曲《SHIRLEY》、先鋒K歌王
- 著名時尚類雜誌《時尚先生》年度盛典活動 - 年度跨界藝人
- 第十一屆華鼎獎全球音樂滿意度調查發布盛典 - 中國樂迷選擇獎
- 夢想星搭檔音樂比賽第一季 - 總冠軍
- IFPI香港唱片銷量大獎2013 - 十大數碼暢銷歌曲《戀無可戀》

2014年度
- 2014勁歌金曲優秀選第一回 - 得獎歌曲《愛情也有生命》（與容祖兒合唱）

2015年度
- 倫敦國際華語電影節 - 最佳男配角《衝鋒車》
- 第十四屆世界傑出華人獎 - 世界傑出華人獎
- IFPI香港唱片銷量大獎2015 - 十大銷量國語唱片《我們》

2016年度
- 第二十一屆全球華語榜中榜 - 最佳專輯（港台）《SALUTE TO DEAR LESLIE》、亞洲最具影響力男歌手

2018年度
- MOOV MUSIC AWARDS 2018 - 年度十大廣東歌《子華說》（feat.黃子華）
- 第二十三屆全球華語榜中榜 - 亞洲影響力最佳演唱會 《我們》世界巡迴演唱會、亞洲影響力最受歡迎男歌手

2020年度
- KKBOX香港風雲榜（第二屆）- 年度風雲歌手

2022年度
- Yahoo! 搜尋人氣大獎2022 - 頭100位熱搜本地男女藝人或組合
- 加拿大至HIT中文歌曲排行榜2022全國總選 - 專業推崇十大歌曲《飄流教室》

2023年度
- 新城勁爆頒獎禮2023 - 勁爆專輯

## 參见
- 古巨基兒童醫療基金

## 外部連結
- 古巨基的新浪微博
- YouTube上的古巨基頻道
- 古巨基的快手帳戶
- 古巨基官方網站『基迷小聚』
- 古巨基 Leo Ku的Facebook專頁
- 古巨基雅虎香港個人網誌（blog）
- 明報OL網古巨基相簿 （页面存档备份，存于）你不能在下半年後再次出現的問題
- 古巨基在互联网电影资料库（IMDb）上的資料（英文）（英文）
- 在AllMovie上古巨基的頁面（英文）
- 古巨基在香港影庫上的簡介
- 古巨基在豆瓣上的资料（简体中文）
- 古巨基在时光网上的簡介（简体中文）
- 古巨基的Instagram帳戶